# Mistrzostwa Świata w Koszykówce Mężczyzn 2019
Mistrzostwa Świata w Koszykówce Mężczyzn 2019 – 18. edycja mistrzostw świata w koszykówce mężczyzn, która odbyła się pod egidą FIBA w dniach 31 sierpnia-15 września w Chinach. Tytułu mistrzowskiego bronili Amerykanie.
Po raz drugi w historii po trofeum sięgnęli Hiszpanie, którzy w finale pokonali reprezentację Argentyny 95:75.
Oficjalnym nadawcą transmisji telewizyjnych i internetowych mistrzostw w Polsce był TVP Sport.

## Areny mistrzostw
Mistrzostwa rozgrywane były w ośmiu arenach znajdujących się w ośmiu miastach: Dongguan, Foshan, Kantonie, Nankin, Pekinie, Shenzhen, Szanghaju i Wuhan.
| Nankin                              | Pekin              | PekinNankinWuhanSzanghajGuangdong Położenie na mapie Chin | Szanghaj            | Wuhan              |
| Youth Olympic Sports Park Gymnasium | Cadillac Arena     | PekinNankinWuhanSzanghajGuangdong Położenie na mapie Chin | Mercedes-Benz Arena | Wuhan Gymnasium    |
| Pojemność: 20 tys.                  | Pojemność: 19 tys. | PekinNankinWuhanSzanghajGuangdong Położenie na mapie Chin | Pojemność: 18 tys.  | Pojemność: 13 tys. |
|                                     |                    | PekinNankinWuhanSzanghajGuangdong Położenie na mapie Chin |                     |                    |

| Dongguan             | Foshan                             | FoshanKantonDongguanShenzhen Położenie na mapie prowincji Guangdong | Kanton              | Shenzhen                           |
| Nissan Sports Centre | Foshan International Sports Center | FoshanKantonDongguanShenzhen Położenie na mapie prowincji Guangdong | Guangzhou Gymnasium | Shenzhen Universiade Sports Centre |
| Pojemność: 16 tys.   | Pojemność: 14,7 tys.               | FoshanKantonDongguanShenzhen Położenie na mapie prowincji Guangdong | Pojemność: 10 tys.  | Pojemność: 18 tys.                 |
|                      |                                    | FoshanKantonDongguanShenzhen Położenie na mapie prowincji Guangdong |                     |                                    |

## Eliminacje
Do zmagań eliminacyjnych przystąpiło 80 drużyn z 4 konfederacji: 16 w Afryce, 16 w Ameryce Północnej, Centralnej, Środkowej oraz Ameryce Południowej, 16 w Azji i Oceanii oraz 32 w Europie. Eliminacje odbywały się od 2 sierpnia 2017 do 25 lutego 2019 roku. W eliminacjach nie uczestniczyła reprezentacja gospodarzy, która automatycznie zakwalifikowała się do mistrzostw.

## Uczestnicy
| Drużyna                  | Strefa kwalifikacyjna  | Data kwalifikacji | Liczba występów do tej pory | Ostatni występ | Najlepszy wynik                            |
| ------------------------ | ---------------------- | ----------------- | --------------------------- | -------------- | ------------------------------------------ |
| Chiny                    | gospodarz              | 7 sierpnia 2015   | 9                           | 2010           | 8. miejsce (1994)                          |
| Tunezja                  | afrykańska             | 15 września 2018  | 2                           | 2010           | 24. miejsce (2010)                         |
| Nigeria                  | afrykańska             | 15 września 2018  | 4                           | 2006           | 13. miejsce (1998)                         |
| Grecja                   | europejska             | 16 września 2018  | 8                           | 2014           | 2. miejsce (2006)                          |
| Niemcy                   | europejska             | 16 września 2018  | 6                           | 2010           | 3. miejsce (2002)                          |
| Czechy                   | europejska             | 16 września 2018  | debiutant                   | debiutant      | debiutant                                  |
| Litwa                    | europejska             | 17 września 2018  | 5                           | 2014           | 3. miejsce (2010)                          |
| Australia                | azjatycka i oceaniczna | 30 listopada 2018 | 12                          | 2014           | 5. miejsce (1982, 1994)                    |
| Francja                  | europejska             | 30 listopada 2018 | 8                           | 2014           | 3. miejsce (2014)                          |
| Angola                   | afrykańska             | 1 grudnia 2018    | 8                           | 2014           | 9. miejsce (2006)                          |
| Nowa Zelandia            | azjatycka i oceaniczna | 1 grudnia 2018    | 6                           | 2014           | 4. miejsce (2002)                          |
| Korea Południowa         | azjatycka i oceaniczna | 2 grudnia 2018    | 8                           | 2014           | 11. miejsce (1970)                         |
| Hiszpania                | europejska             | 2 grudnia 2018    | 12                          | 2014           | Mistrzostwo (2006)                         |
| Turcja                   | europejska             | 2 grudnia 2018    | 5                           | 2014           | 2. miejsce (2010)                          |
| Stany Zjednoczone        | amerykańska            | 2 grudnia 2018    | 18                          | 2014           | Mistrzostwo (1954, 1986, 1994, 2010, 2014) |
| Wenezuela                | amerykańska            | 2 grudnia 2018    | 4                           | 2006           | 11. miejsce (1990)                         |
| Argentyna                | amerykańska            | 2 grudnia 2018    | 14                          | 2014           | Mistrzostwo (1950)                         |
| Kanada                   | amerykańska            | 3 grudnia 2018    | 14                          | 2010           | 6. miejsce (1978, 1982)                    |
| Brazylia                 | amerykańska            | 21 lutego 2019    | 18                          | 2014           | Mistrzostwo (1959, 1963)                   |
| Senegal                  | afrykańska             | 22 lutego 2019    | 5                           | 2014           | 14. miejsce (1978)                         |
| Włochy                   | europejska             | 22 lutego 2019    | 9                           | 2006           | 4. miejsce (1970, 1978)                    |
| Polska                   | europejska             | 22 lutego 2019    | 2                           | 1967           | 5. miejsce (1967)                          |
| Rosja                    | europejska             | 24 lutego 2019    | 5                           | 2010           | 2. miejsce (1994, 1998)                    |
| Japonia                  | azjatycka i oceaniczna | 24 lutego 2019    | 5                           | 2006           | 11. miejsce (1967)                         |
| Jordania                 | azjatycka i oceaniczna | 24 lutego 2019    | 2                           | 2010           | 23. miejsce (2010)                         |
| Iran                     | azjatycka i oceaniczna | 24 lutego 2019    | 3                           | 2010           | 19. miejsce (2010)                         |
| Filipiny                 | azjatycka i oceaniczna | 24 lutego 2019    | 6                           | 2014           | 3. miejsce (1954)                          |
| Serbia                   | europejska             | 24 lutego 2019    | 6                           | 2014           | Mistrzostwo (1998, 2002)                   |
| Wybrzeże Kości Słoniowej | afrykańska             | 24 lutego 2019    | 4                           | 2010           | 13. miejsce (1982, 1986)                   |
| Czarnogóra               | europejska             | 25 lutego 2019    | debiutant                   | debiutant      | debiutant                                  |
| Portoryko                | amerykańska            | 25 lutego 2019    | 14                          | 2014           | 4. miejsce (1990)                          |
| Dominikana               | amerykańska            | 25 lutego 2019    | 3                           | 2014           | 12. miejsce (1978)                         |

## Losowanie
Losowanie miało miejsce 16 marca 2019 roku w Shenzhen. Wszystkie zakwalifikowane drużyny podzielono na osiem koszyków na podstawie rankingu FIBA (z uwagi na kryterium geograficzne zamieniono miejscami reprezentacje Iranu i Kanady). Drużyny z koszyków pierwszego, czwartego, piątego i ósmego rozlosowano do grup A, C, E i G. Natomiast reprezentacje z koszyków drugiego, trzeciego, szóstego i siódmego do grup B, D, F i H.
Do jednej grupy nie mogły trafić dwie drużyny z tego samego regionu (z wyłączeniem Europy), gdy doszło do takiej sytuacji wylosowany zespół został przypisany do pierwszej możliwej grupy.

### Podział na koszyki

#### Grupy A, C, E i G
| Koszyk 1                                          | Koszyk 4                                      | Koszyk 5                          | Koszyk 8                                                  |
| ------------------------------------------------- | --------------------------------------------- | --------------------------------- | --------------------------------------------------------- |
| - Chiny - Stany Zjednoczone - Hiszpania - Francja | - Portoryko - Turcja - Dominikana - Wenezuela | - Niemcy - Czechy - Polska - Iran | - Japonia - Jordania - Tunezja - Wybrzeże Kości Słoniowej |

#### Grupy B, D, F i H
| Koszyk 2                              | Koszyk 3                                | Koszyk 6                                            | Koszyk 7                                     |
| ------------------------------------- | --------------------------------------- | --------------------------------------------------- | -------------------------------------------- |
| - Serbia - Argentyna - Litwa - Grecja | - Rosja - Australia - Brazylia - Włochy | - Kanada - Czarnogóra - Filipiny - Korea Południowa | - Nigeria - Senegal - Nowa Zelandia - Angola |

W wyniku losowania wyłoniono następujące grupy:
| Grupa A (Pekin)                                         | Grupa B (Wuhan)                                  | Grupa C (Kanton)                           | Grupa D (Foshan)                       |
| ------------------------------------------------------- | ------------------------------------------------ | ------------------------------------------ | -------------------------------------- |
| - Wybrzeże Kości Słoniowej - Polska - Wenezuela - Chiny | - Rosja - Argentyna - Korea Południowa - Nigeria | - Hiszpania - Iran - Portoryko - Tunezja   | - Angola - Filipiny - Włochy - Serbia  |
| Grupa E (Szanghaj)                                      | Grupa F (Nankin)                                 | Grupa G (Shenzhen)                         | Grupa H (Dongguan)                     |
| - Turcja - Czechy - Stany Zjednoczone - Japonia         | - Grecja - Nowa Zelandia - Brazylia - Czarnogóra | - Dominikana - Francja - Niemcy - Jordania | - Kanada - Senegal - Litwa - Australia |

## System rozgrywek
Mistrzostwa składały się z trzech rund. W pierwszej fazie grupowej drużyny rywalizowały ze sobą w ośmiu grupach (A–H) po cztery zespoły. W każdej grupie reprezentacje rozegrały ze sobą po jednym spotkaniu. Dwa najlepsze zespoły z każdej z grup awansowały do drugiej fazy grupowej, natomiast zespoły z miejsc trzeciego i czwartego przystąpiły do rywalizacji o miejsca 17–32.
W drugiej fazie grupowej rywalizowało szesnaście zespołów. Zostały one podzielone na cztery grupy (I–L) po cztery zespoły i ponownie rozegrały po jednym spotkaniu z każdą z reprezentacji. Dwa najlepsze zespoły z każdej z grup awansowały do finałowej rywalizacji. Zespoły które zajęły trzecią pozycję w grupie zakończyły mistrzostwa na miejscach 9–12, a zespoły z czwartych pozycji w grupie zakończyły zmagania na miejscach 13–16.
Rozgrywka o miejsca 17–32 również toczyła się w czterech grupach (M–P) po cztery zespoły. Reprezentacje które zajęły pierwsze miejsce w grupie zostały sklasyfikowane na miejscach 17–20, miejsca 21–24 zajęły drużyny z drugich miejsc w grupach, miejsca 25–28 ekipy z trzecich a 29–32 z czwartych miejsc.
Faza finałowa była rozgrywana w systemie pucharowym. Rozegrano: ćwierćfinały, półfinały i finał. Przegrani ćwierćfinałów przystąpili do meczów o miejsca 5–8, natomiast reprezentacje które odpadły w półfinale rozegrały mecz o trzecie miejsce.

## Pierwsza faza grupowa

### Grupa A

#### Tabela
| Poz. | Reprezentacja            | Pkt | Mecze | Mecze | Mecze | Punkty | Punkty | Punkty | Bilans bezpośrednich meczów |
| Poz. | Reprezentacja            | Pkt | M     | Z     | P     | zdob.  | str.   | bilans | Bilans bezpośrednich meczów |
| ---- | ------------------------ | --- | ----- | ----- | ----- | ------ | ------ | ------ | --------------------------- |
| 1    | Polska                   | 6   | 3     | 3     | 0     | 239    | 208    | +31    | –                           |
| 2    | Wenezuela                | 5   | 3     | 2     | 1     | 228    | 210    | +18    | –                           |
| 3    | Chiny                    | 4   | 3     | 1     | 2     | 205    | 206    | −1     | –                           |
| 4    | Wybrzeże Kości Słoniowej | 3   | 3     | 0     | 3     | 189    | 237    | −48    | –                           |

     awans do drugiej fazy grupowej
     rywalizacja o miejsca 17-32

#### Wyniki
| 31 sierpnia 201910:00 | Polska                                           | 80:69(22:24, 22:12, 16:15, 20:18) | Wenezuela                               | Cadillac Arena, Pekin Sędzia: Matthew Kallio ( CAN), Matthew Myers ( USA), Nicolas Fernandes ( TAH) |
| 31 sierpnia 201910:00 | Pkt:Sokołowski 16 Zb:Hrycaniuk 10 As:Slaughter 5 | 80:69(22:24, 22:12, 16:15, 20:18) | Pkt:Chourio 15 Zb:Ruiz 10 As:Guillent 8 | Cadillac Arena, Pekin Sędzia: Matthew Kallio ( CAN), Matthew Myers ( USA), Nicolas Fernandes ( TAH) |

| 31 sierpnia 201914:00 | Wybrzeże Kości Słoniowej                           | 55:70(16:14, 13:15, 12:22, 14:19) | Chiny                                     | Cadillac Arena, Pekin Sędzia: Yener Yılmaz ( TUR), Boris Krejić ( SVN), Harja Jaladri ( IDN) |
| 31 sierpnia 201914:00 | Pkt:Edi 10 Zb:Koné, Thompson 8 As:Diabate, Pamba 3 | 55:70(16:14, 13:15, 12:22, 14:19) | Pkt:Yi 19 Zb:Yi, Zhai po 8 każdy As:Guo 9 | Cadillac Arena, Pekin Sędzia: Yener Yılmaz ( TUR), Boris Krejić ( SVN), Harja Jaladri ( IDN) |

| 2 września 201910:00 | Wenezuela                               | 87:71(26:17, 23:15, 24:24, 14:15) | Wybrzeże Kości Słoniowej                              | Cadillac Arena, Pekin Sędzia: Matthew Myers ( USA), Yener Yılmaz ( TUR), Harja Jaladri ( IDN) |
| 2 września 201910:00 | Pkt:Guillent 28 Zb:Ruiz 8 As:Guillent 7 | 87:71(26:17, 23:15, 24:24, 14:15) | Pkt:Abouo 19 Zb:Pamba 6 As:Diabate, Fofana po 4 każdy | Cadillac Arena, Pekin Sędzia: Matthew Myers ( USA), Yener Yılmaz ( TUR), Harja Jaladri ( IDN) |

| 2 września 201914:00 | Chiny                                       | 76:79 (pd.)(25:15, 10:24, 19:18, 18:15, dogr. 4:7) | Polska                                     | Cadillac Arena, Pekin Sędzia: Matthew Kallio ( CAN), Boris Krejić ( SVN), Ahmed Abaakil ( MAR) |
| 2 września 201914:00 | Pkt:Yi 24 Zb:Wang 9 As:Guo, Zhao po 4 każdy | 76:79 (pd.)(25:15, 10:24, 19:18, 18:15, dogr. 4:7) | Pkt:Ponitka 25 Zb:Ponitka 9 As:Slaughter 4 | Cadillac Arena, Pekin Sędzia: Matthew Kallio ( CAN), Boris Krejić ( SVN), Ahmed Abaakil ( MAR) |

| 4 września 201910:00 | Wybrzeże Kości Słoniowej                                | 63:80(24:20, 8:16, 17:19, 14:25) | Polska                                     | Cadillac Arena, Pekin Sędzia: Matthew Kallio ( CAN), Nicolas Fernandes ( TAH), Ahmed Abaakil ( MAR) |
| 4 września 201910:00 | Pkt:Abouo 23 Zb:Abouo, Thompson po 6 każdy As:Diabate 6 | 63:80(24:20, 8:16, 17:19, 14:25) | Pkt:Waczyński 16 Zb:Kulig 7 As:Waczyński 6 | Cadillac Arena, Pekin Sędzia: Matthew Kallio ( CAN), Nicolas Fernandes ( TAH), Ahmed Abaakil ( MAR) |

| 4 września 201914:00 | Wenezuela                                                    | 72:59(18:10, 15:13, 18:18, 21:18) | Chiny                         | Cadillac Arena, Pekin Sędzia: Yener Yılmaz ( TUR), Matthew Myers ( USA), Boris Krejić ( SVN) |
| 4 września 201914:00 | Pkt:Guillent 15 Zb:Colmenares, Ruiz po 7 każdy As:Guillent 8 | 72:59(18:10, 15:13, 18:18, 21:18) | Pkt:Fang 13 Zb:Yi 8 As:Zhao 4 | Cadillac Arena, Pekin Sędzia: Yener Yılmaz ( TUR), Matthew Myers ( USA), Boris Krejić ( SVN) |

### Grupa B

#### Tabela
| Poz. | Reprezentacja    | Pkt | Mecze | Mecze | Mecze | Punkty | Punkty | Punkty | Bilans bezpośrednich meczów |
| Poz. | Reprezentacja    | Pkt | M     | Z     | P     | zdob.  | str.   | bilans | Bilans bezpośrednich meczów |
| ---- | ---------------- | --- | ----- | ----- | ----- | ------ | ------ | ------ | --------------------------- |
| 1    | Argentyna        | 6   | 3     | 3     | 0     | 258    | 211    | +47    | –                           |
| 2    | Rosja            | 5   | 3     | 2     | 1     | 230    | 219    | +11    | –                           |
| 3    | Nigeria          | 4   | 3     | 1     | 2     | 266    | 242    | +24    | –                           |
| 4    | Korea Południowa | 3   | 3     | 0     | 3     | 208    | 290    | −82    | –                           |

     awans do drugiej fazy grupowej
     rywalizacja o miejsca 17–32

#### Wyniki
| 31 sierpnia 201910:30 | Rosja                                                      | 82:77(18:13, 22:22, 18:23, 24:19) | Nigeria                             | Wuhan Gymnasium, Wuhan Sędzia: Omar Bermúdez ( MEX), Takaki Kato ( JPN), Ahmed Al-Shuwaili ( IRQ) |
| 31 sierpnia 201910:30 | Pkt:Kułagin 16 Zb:Kurbanow 7 As:Fridzon, Zubkow po 4 każdy | 82:77(18:13, 22:22, 18:23, 24:19) | Pkt:Okogie 18 Zb:Metu 6 As:Okogie 4 | Wuhan Gymnasium, Wuhan Sędzia: Omar Bermúdez ( MEX), Takaki Kato ( JPN), Ahmed Al-Shuwaili ( IRQ) |

| 31 sierpnia 201914:30 | Argentyna                                    | 95:69(22:11, 21:17, 28:16, 24:25) | Korea Południowa               | Wuhan Gymnasium, Wuhan Sędzia: Cristiano Maranho ( BRA), Zdenko Tomašovič ( SVK), Carsten Straube ( GER) |
| 31 sierpnia 201914:30 | Pkt:Laprovíttola 17 Zb:Scola 9 As:Campazzo 6 | 95:69(22:11, 21:17, 28:16, 24:25) | Pkt:Ra 31 Zb:Ra 15 As:Lee J. 7 | Wuhan Gymnasium, Wuhan Sędzia: Cristiano Maranho ( BRA), Zdenko Tomašovič ( SVK), Carsten Straube ( GER) |

| 2 września 201910:30 | Nigeria                              | 81:94(17:28, 26:15, 18:29, 20:22) | Argentyna                              | Wuhan Gymnasium, Wuhan Sędzia: Cristiano Maranho ( BRA), Takaki Kato ( JPN), Ahmed Al-Shuwaili ( IRQ) |
| 2 września 201910:30 | Pkt:Okogie 18 Zb:Aminu 8 As:Okogie 5 | 81:94(17:28, 26:15, 18:29, 20:22) | Pkt:Scola 23 Zb:Scola 10 As:Campazzo 8 | Wuhan Gymnasium, Wuhan Sędzia: Cristiano Maranho ( BRA), Takaki Kato ( JPN), Ahmed Al-Shuwaili ( IRQ) |

| 2 września 201914:30 | Korea Południowa               | 73:87(18:27, 19:13, 12:23, 24:24) | Rosja                                                                                  | Wuhan Gymnasium, Wuhan Sędzia: Omar Bermúdez ( MEX), Zdenko Tomašovič ( SVK), Markos Michaelides ( SUI) |
| 2 września 201914:30 | Pkt:Ra 19 Zb:Ra 10 As:Lee J. 5 | 73:87(18:27, 19:13, 12:23, 24:24) | Pkt:Fridzon, Woroncewicz po 13 każdy Zb:Kurbanow, Woroncewicz po 7 każdy As:Kurbanow 9 | Wuhan Gymnasium, Wuhan Sędzia: Omar Bermúdez ( MEX), Zdenko Tomašovič ( SVK), Markos Michaelides ( SUI) |

| 4 września 201910:30 | Korea Południowa                              | 66:108(15:17, 16:32, 19:30, 16:29) | Nigeria                                           | Wuhan Gymnasium, Wuhan Sędzia: Omar Bermúdez ( MEX), Carsten Straube ( GER), Markos Michaelides ( SUI) |
| 4 września 201910:30 | Pkt:Ra 18 Zb:Ra 11 As:Lee J., Park po 4 każdy | 66:108(15:17, 16:32, 19:30, 16:29) | Pkt:Eric 17 Zb:Eric, Metu po 9 każdy As:Iroegbu 6 | Wuhan Gymnasium, Wuhan Sędzia: Omar Bermúdez ( MEX), Carsten Straube ( GER), Markos Michaelides ( SUI) |

| 4 września 201914:30 | Rosja                                                      | 61:69(17:12, 16:27, 7:14, 21:16) | Argentyna                                | Wuhan Gymnasium, Wuhan Sędzia: Cristiano Maranho ( BRA), Zdenko Tomašovič ( SVK), Takaki Kato ( JPN) |
| 4 września 201914:30 | Pkt:Zubkow 18 Zb:Woroncewicz, Zubkow po 7 każdy As:Sopin 4 | 61:69(17:12, 16:27, 7:14, 21:16) | Pkt:Campazzo 21 Zb:Scola 8 As:Campazzo 7 | Wuhan Gymnasium, Wuhan Sędzia: Cristiano Maranho ( BRA), Zdenko Tomašovič ( SVK), Takaki Kato ( JPN) |

### Grupa C

#### Tabela
| Poz. | Reprezentacja | Pkt | Mecze | Mecze | Mecze | Punkty | Punkty | Punkty | Bilans bezpośrednich meczów |
| Poz. | Reprezentacja | Pkt | M     | Z     | P     | zdob.  | str.   | bilans | Bilans bezpośrednich meczów |
| ---- | ------------- | --- | ----- | ----- | ----- | ------ | ------ | ------ | --------------------------- |
| 1    | Hiszpania     | 6   | 3     | 3     | 0     | 247    | 190    | +57    | –                           |
| 2    | Portoryko     | 5   | 3     | 2     | 1     | 213    | 218    | −5     | –                           |
| 3    | Tunezja       | 4   | 3     | 1     | 2     | 205    | 235    | −30    | –                           |
| 4    | Iran          | 3   | 3     | 0     | 3     | 213    | 235    | −22    | –                           |

     awans do drugiej fazy grupowej
     rywalizacja o miejsca 17–32

#### Wyniki
| 31 sierpnia 201910:30 | Iran                                       | 81:83(30:16, 19:15, 16:20, 16:32) | Portoryko                                               | Guangzhou Gymnasium, Kanton Sędzia: Ademir Zurapović ( BIH), Georgios Poursanidis ( GRE), Ye Nan ( CHN) |
| 31 sierpnia 201910:30 | Pkt:Haddadi 22 Zb:Haddadi 16 As:Jamshidi 5 | 81:83(30:16, 19:15, 16:20, 16:32) | Pkt:Huertas 32 Zb:Balkman 6 As:trzech graczy po 4 każdy | Guangzhou Gymnasium, Kanton Sędzia: Ademir Zurapović ( BIH), Georgios Poursanidis ( GRE), Ye Nan ( CHN) |

| 31 sierpnia 201914:30 | Hiszpania                                                            | 101:62(16:17, 26:22, 30:8, 29:15) | Tunezja                            | Guangzhou Gymnasium, Kanton Sędzia: Michael Weiland ( CAN), Krishna Domínguez ( MEX), James Boyer ( AUS) |
| 31 sierpnia 201914:30 | Pkt:Rubio 17 Zb:J. Hernangómez 8 As:W. Hernangómez, Llull po 5 każdy | 101:62(16:17, 26:22, 30:8, 29:15) | Pkt:Mejri 15 Zb:Mejri 7 As:Abada 6 | Guangzhou Gymnasium, Kanton Sędzia: Michael Weiland ( CAN), Krishna Domínguez ( MEX), James Boyer ( AUS) |

| 2 września 201910:30 | Tunezja                                                  | 79:67(29:19, 15:16, 15:13, 20:19) | Iran                                         | Guangzhou Gymnasium, Kanton Sędzia: Ademir Zurapović ( BIH), Krishna Domínguez ( MEX), Arnaud Kom Njilo ( CMR) |
| 2 września 201910:30 | Pkt:Mejri 22 Zb:Mejri 15 As:trzech zawodników po 5 każdy | 79:67(29:19, 15:16, 15:13, 20:19) | Pkt:Geramipoor 18 Zb:Haddadi 11 As:Haddadi 8 | Guangzhou Gymnasium, Kanton Sędzia: Ademir Zurapović ( BIH), Krishna Domínguez ( MEX), Arnaud Kom Njilo ( CMR) |

| 2 września 201914:30 | Portoryko                                                  | 63:73(21:17, 14:19, 10:21, 18:16) | Hiszpania                              | Guangzhou Gymnasium, Kanton Sędzia: Michael Weiland ( CAN), Georgios Poursanidis ( GRE), James Boyer ( AUS) |
| 2 września 201914:30 | Pkt:Clavell 13 Zb:trzech zawodników po 5 każdy As:Browne 6 | 63:73(21:17, 14:19, 10:21, 18:16) | Pkt:Gasol 19 Zb:Rubio 8 As:Fernández 6 | Guangzhou Gymnasium, Kanton Sędzia: Michael Weiland ( CAN), Georgios Poursanidis ( GRE), James Boyer ( AUS) |

| 4 września 201910:30 | Portoryko                               | 67:64(19:18, 19:14, 14:23, 15:9) | Tunezja                                                                  | Guangzhou Gymnasium, Kanton Sędzia: Ademir Zurapović ( BIH), Georgios Poursanidis ( GRE), Krishna Domínguez ( MEX) |
| 4 września 201910:30 | Pkt:Balkman 14 Zb:Balkman 9 As:Browne 8 | 67:64(19:18, 19:14, 14:23, 15:9) | Pkt:Abada, Mejri po 14 każdy Zb:Ben Romdhane, Mejri po 9 każdy As:Roll 5 | Guangzhou Gymnasium, Kanton Sędzia: Ademir Zurapović ( BIH), Georgios Poursanidis ( GRE), Krishna Domínguez ( MEX) |

| 4 września 201914:30 | Hiszpania                                 | 73:65(18:21, 15:10, 19:22, 21:12) | Iran                                                                 | Guangzhou Gymnasium, Kanton Sędzia: Michael Weiland ( CAN), Arnaud Kom Njilo ( CMR), Ye Nan ( CHN) |
| 4 września 201914:30 | Pkt:Gasol 16 Zb:Hernangómez 10 As:Rubio 5 | 73:65(18:21, 15:10, 19:22, 21:12) | Pkt:Jamshidi 15 Zb:Haddadi 15 As:Haddadi, Nikkhah Bahrami po 6 każdy | Guangzhou Gymnasium, Kanton Sędzia: Michael Weiland ( CAN), Arnaud Kom Njilo ( CMR), Ye Nan ( CHN) |

### Grupa D

#### Tabela
| Poz. | Reprezentacja | Pkt | Mecze | Mecze | Mecze | Punkty | Punkty | Punkty | Bilans bezpośrednich meczów |
| Poz. | Reprezentacja | Pkt | M     | Z     | P     | zdob.  | str.   | bilans | Bilans bezpośrednich meczów |
| ---- | ------------- | --- | ----- | ----- | ----- | ------ | ------ | ------ | --------------------------- |
| 1    | Serbia        | 6   | 3     | 3     | 0     | 323    | 203    | +120   | –                           |
| 2    | Włochy        | 5   | 3     | 2     | 1     | 277    | 215    | +62    | –                           |
| 3    | Angola        | 4   | 3     | 1     | 2     | 204    | 278    | −74    | –                           |
| 4    | Filipiny      | 3   | 3     | 0     | 3     | 210    | 318    | −108   | –                           |

     awans do drugiej fazy grupowej
     rywalizacja o miejsca 17–32

#### Wyniki
| 31 sierpnia 20199:30 | Angola                                    | 59:105(20:29, 12:21, 15:28, 12:27) | Serbia                                        | Foshan International Sports Center, Foshan Sędzia: Guilherme Locatelli ( BRA), Mārtiņš Kozlovskis ( LAT), Scott Beker ( AUS) |
| 31 sierpnia 20199:30 | Pkt:Morais 15 Zb:Joaquim 5 As:Gonçalves 2 | 59:105(20:29, 12:21, 15:28, 12:27) | Pkt:Bogdanović 24 Zb:Marjanović 10 As:Jović 9 | Foshan International Sports Center, Foshan Sędzia: Guilherme Locatelli ( BRA), Mārtiņš Kozlovskis ( LAT), Scott Beker ( AUS) |

| 31 sierpnia 201913:30 | Filipiny                                       | 62:108(8:37, 16:25, 15:23, 23:23) | Włochy                                   | Foshan International Sports Center, Foshan Sędzia: Steve Anderson ( USA), Yohan Rosso ( FRA), Yu Jung ( TPE) |
| 31 sierpnia 201913:30 | Pkt:Blatche, Perez 15 Zb:Blatche 10 As:Perez 3 | 62:108(8:37, 16:25, 15:23, 23:23) | Pkt:Datome 17 Zb:Tessitori 8 As:Vitali 5 | Foshan International Sports Center, Foshan Sędzia: Steve Anderson ( USA), Yohan Rosso ( FRA), Yu Jung ( TPE) |

| 2 września 20199:30 | Włochy                                     | 92:61(25:11, 19:10, 26:21, 22:19) | Angola                                  | Foshan International Sports Center, Foshan Sędzia: Steve Anderson ( USA), Mārtiņš Kozlovskis ( LAT), Yevgeniy Mikheyev ( KAZ) |
| 2 września 20199:30 | Pkt:Belinelli 17 Zb:Brooks 11 As:Hackett 3 | 92:61(25:11, 19:10, 26:21, 22:19) | Pkt:Moreira 15 Zb:Moreira 8 As:Morais 2 | Foshan International Sports Center, Foshan Sędzia: Steve Anderson ( USA), Mārtiņš Kozlovskis ( LAT), Yevgeniy Mikheyev ( KAZ) |

| 2 września 201913:30 | Serbia                                               | 126:67(28:13, 34:22, 37:13, 27:19) | Filipiny                               | Foshan International Sports Center, Foshan Sędzia: Guilherme Locatelli ( BRA), Yu Jung ( TPE), Yohan Rosso ( FRA) |
| 2 września 201913:30 | Pkt:Bjelica 20 Zb:Jokić 7 As:Jokić, Micić po 7 każdy | 126:67(28:13, 34:22, 37:13, 27:19) | Pkt:Perez 16 Zb:Fajardo 6 As:Blatche 6 | Foshan International Sports Center, Foshan Sędzia: Guilherme Locatelli ( BRA), Yu Jung ( TPE), Yohan Rosso ( FRA) |

| 4 września 20199:30 | Angola                                  | 84:81 (pd.)(21:20, 17:14, 18:12, 17:27, dogr. 11:8) | Filipiny                                 | Foshan International Sports Center, Foshan Sędzia: Guilherme Locatelli ( BRA), Yevgeniy Mikheyev ( KAZ), Scott Beker ( AUS) |
| 4 września 20199:30 | Pkt:Joaquim 20 Zb:Moreira 15 As:Paulo 6 | 84:81 (pd.)(21:20, 17:14, 18:12, 17:27, dogr. 11:8) | Pkt:Blatche 23 Zb:Blatche 12 As:Ravena 4 | Foshan International Sports Center, Foshan Sędzia: Guilherme Locatelli ( BRA), Yevgeniy Mikheyev ( KAZ), Scott Beker ( AUS) |

| 4 września 201913:30 | Włochy                                         | 77:92(23:28, 19:22, 15:20, 20:22) | Serbia                                      | Foshan International Sports Center, Foshan Sędzia: Steve Anderson ( USA), Yohan Rosso ( FRA), Yu Jung ( TPE) |
| 4 września 201913:30 | Pkt:Gallinari 26 Zb:Gallinari 8 As:Belinelli 4 | 77:92(23:28, 19:22, 15:20, 20:22) | Pkt:Bogdanović 31 Zb:Bjelica 7 As:Bjelica 9 | Foshan International Sports Center, Foshan Sędzia: Steve Anderson ( USA), Yohan Rosso ( FRA), Yu Jung ( TPE) |

### Grupa E

#### Tabela
| Poz. | Reprezentacja     | Pkt | Mecze | Mecze | Mecze | Punkty | Punkty | Punkty | Bilans bezpośrednich meczów |
| Poz. | Reprezentacja     | Pkt | M     | Z     | P     | zdob.  | str.   | bilans | Bilans bezpośrednich meczów |
| ---- | ----------------- | --- | ----- | ----- | ----- | ------ | ------ | ------ | --------------------------- |
| 1    | Stany Zjednoczone | 6   | 3     | 3     | 0     | 279    | 204    | +75    | –                           |
| 2    | Czechy            | 5   | 3     | 2     | 1     | 247    | 240    | +7     | –                           |
| 3    | Turcja            | 4   | 3     | 1     | 2     | 254    | 251    | +3     | –                           |
| 4    | Japonia           | 3   | 3     | 0     | 3     | 188    | 273    | −85    | –                           |

     awans do drugiej fazy grupowej
     rywalizacja o miejsca 17–32

#### Wyniki
| 1 września 201910:30 | Turcja                                      | 86:67(28:12, 19:23, 20:14, 19:18) | Japonia                                   | Mercedes-Benz Arena, Szanghaj Sędzia: Aleksandar Glišić ( SRB), Ferdinand Pascual ( PHI), Andris Aunkrogers ( LAT) |
| 1 września 201910:30 | Pkt:Mahmutoglu 17 Zb:Ilyasova 9 As:Balbay 8 | 86:67(28:12, 19:23, 20:14, 19:18) | Pkt:Hachimura 15 Zb:Hachimura 7 As:Baba 4 | Mercedes-Benz Arena, Szanghaj Sędzia: Aleksandar Glišić ( SRB), Ferdinand Pascual ( PHI), Andris Aunkrogers ( LAT) |

| 1 września 201914:30 | Czechy                                         | 67:88(14:17, 15:26, 19:23, 19:22) | Stany Zjednoczone                       | Mercedes-Benz Arena, Szanghaj Sędzia: Manuel Mazzoni ( ITA), Wojciech Liszka ( POL), Duan Zhu ( CHN) |
| 1 września 201914:30 | Pkt:Satoranský 17 Zb:Bohačík 9 As:Satoranský 5 | 67:88(14:17, 15:26, 19:23, 19:22) | Pkt:Mitchell 16 Zb:Turner 7 As:Walker 4 | Mercedes-Benz Arena, Szanghaj Sędzia: Manuel Mazzoni ( ITA), Wojciech Liszka ( POL), Duan Zhu ( CHN) |

| 3 września 201910:30 | Japonia                                                           | 76:89(18:18, 22:27, 15:19, 21:25) | Czechy                                                      | Mercedes-Benz Arena, Szanghaj Sędzia: Manuel Mazzoni ( ITA), Andris Aunkrogers ( LAT), Kim Jong-kuk ( KOR) |
| 3 września 201910:30 | Pkt:Hachimura 21 Zb:Fazekas 10 As:Hachimura, Shinoyama po 4 każdy | 76:89(18:18, 22:27, 15:19, 21:25) | Pkt:Bohačík, Schilb po 22 każdy Zb:Balvín 8 As:Satoranský 7 | Mercedes-Benz Arena, Szanghaj Sędzia: Manuel Mazzoni ( ITA), Andris Aunkrogers ( LAT), Kim Jong-kuk ( KOR) |

| 3 września 201914:30 | Stany Zjednoczone                        | 93:92 (pd.)(26:21, 21:21, 18:19, 16:20, dogr. 12:11) | Turcja                                    | Mercedes-Benz Arena, Szanghaj Sędzia: Aleksandar Glišić ( SRB), Ferdinand Pascual ( PHI), Wojciech Liszka ( POL) |
| 3 września 201914:30 | Pkt:Middleton 15 Zb:Tatum 11 As:Walker 7 | 93:92 (pd.)(26:21, 21:21, 18:19, 16:20, dogr. 12:11) | Pkt:İlyasova 23 Zb:İlyasova 14 As:Osman 4 | Mercedes-Benz Arena, Szanghaj Sędzia: Aleksandar Glišić ( SRB), Ferdinand Pascual ( PHI), Wojciech Liszka ( POL) |

| 5 września 201910:30 | Turcja                                                                         | 76:91(16:22, 19:21, 25:23, 16:25) | Czechy                                 | Mercedes-Benz Arena, Szanghaj Sędzia: Aleksandar Glišić ( SRB), Ferdinand Pascual ( PHI), Wojciech Liszka ( POL) |
| 5 września 201910:30 | Pkt:Osman 24 Zb:trzech zawodników po 4 każdy As:czterech zawodników po 3 każdy | 76:91(16:22, 19:21, 25:23, 16:25) | Pkt:Hruban 18 Zb:Balvín 11 As:Schilb 8 | Mercedes-Benz Arena, Szanghaj Sędzia: Aleksandar Glišić ( SRB), Ferdinand Pascual ( PHI), Wojciech Liszka ( POL) |

| 5 września 201914:30 | Stany Zjednoczone                    | 98:45(23:9, 33:14, 28:8, 14:14) | Japonia                                 | Mercedes-Benz Arena, Szanghaj Sędzia: Manuel Mazzoni ( ITA), Andris Aunkrogers ( LAT), Duan Zhu ( CHN) |
| 5 września 201914:30 | Pkt:Brown 20 Zb:Turner 9 As:Walker 8 | 98:45(23:9, 33:14, 28:8, 14:14) | Pkt:Baba 18 Zb:Takeuchi 6 As:Watanabe 2 | Mercedes-Benz Arena, Szanghaj Sędzia: Manuel Mazzoni ( ITA), Andris Aunkrogers ( LAT), Duan Zhu ( CHN) |

### Grupa F

#### Tabela
| Poz. | Reprezentacja | Pkt | Mecze | Mecze | Mecze | Punkty | Punkty | Punkty | Bilans bezpośrednich meczów |
| Poz. | Reprezentacja | Pkt | M     | Z     | P     | zdob.  | str.   | bilans | Bilans bezpośrednich meczów |
| ---- | ------------- | --- | ----- | ----- | ----- | ------ | ------ | ------ | --------------------------- |
| 1    | Brazylia      | 6   | 3     | 3     | 0     | 265    | 245    | +20    | –                           |
| 2    | Grecja        | 5   | 3     | 2     | 1     | 266    | 236    | +30    | –                           |
| 3    | Nowa Zelandia | 4   | 3     | 1     | 2     | 284    | 288    | −4     | –                           |
| 4    | Czarnogóra    | 3   | 3     | 0     | 3     | 216    | 262    | −46    | –                           |

     awans do drugiej fazy grupowej
     rywalizacja o miejsca 17–32

#### Wyniki
| 1 września 201910:00 | Nowa Zelandia                        | 94:102(20:21, 30:29, 12:28, 32:24) | Brazylia                              | Youth Olympic Sports Park Gymnasium, Nankin Sędzia: Antonio Conde ( ESP), Leandro Lezcano ( ARG), Hwang In-tae ( KOR) |
| 1 września 201910:00 | Pkt:C. Webster 19 Zb:Loe 10 As:Ili 6 | 94:102(20:21, 30:29, 12:28, 32:24) | Pkt:Barbosa 22 Zb:Felicio 13 As:Luz 6 | Youth Olympic Sports Park Gymnasium, Nankin Sędzia: Antonio Conde ( ESP), Leandro Lezcano ( ARG), Hwang In-tae ( KOR) |

| 1 września 201914:00 | Grecja                                                                  | 85:60(17:9, 25:7, 21:22, 22:22) | Czarnogóra                                  | Youth Olympic Sports Park Gymnasium, Nankin Sędzia: Roberto Vázquez ( PUR), Andrés Bartel ( URU), Sergiy Zashchuk ( UKR) |
| 1 września 201914:00 | Pkt:Prindezis 16 Zb:J. Andetokunmbo, Papajanis po 8 każdy As:Calathes 7 | 85:60(17:9, 25:7, 21:22, 22:22) | Pkt:Vučević 12 Zb:Dubljević 5 As:Ivanović 5 | Youth Olympic Sports Park Gymnasium, Nankin Sędzia: Roberto Vázquez ( PUR), Andrés Bartel ( URU), Sergiy Zashchuk ( UKR) |

| 3 września 201910:00 | Czarnogóra                                    | 83:93(26:31, 18:22, 21:13, 18:27) | Nowa Zelandia                               | Youth Olympic Sports Park Gymnasium, Nankin Sędzia: Roberto Vázquez ( PUR), Leandro Lezcano ( ARG), Michał Proc ( POL) |
| 3 września 201910:00 | Pkt:Ivanović 18 Zb:Dubljević 12 As:Ivanović 7 | 83:93(26:31, 18:22, 21:13, 18:27) | Pkt:C. Webster 25 Zb:Fotu 7 As:C. Webster 7 | Youth Olympic Sports Park Gymnasium, Nankin Sędzia: Roberto Vázquez ( PUR), Leandro Lezcano ( ARG), Michał Proc ( POL) |

| 3 września 201914:00 | Brazylia                                               | 79:78(15:19, 15:21, 26:13, 23:25) | Grecja                                      | Youth Olympic Sports Park Gymnasium, Nankin Sędzia: Antonio Conde ( ESP), Hwang In-tae ( KOR), Sergiy Zashchuk ( UKR) |
| 3 września 201914:00 | Pkt:Varejão 22 Zb:Caboclo 10 As:Garcia, Luz po 6 każdy | 79:78(15:19, 15:21, 26:13, 23:25) | Pkt:Prindezis 20 Zb:Calathes 7 As:Slukas 11 | Youth Olympic Sports Park Gymnasium, Nankin Sędzia: Antonio Conde ( ESP), Hwang In-tae ( KOR), Sergiy Zashchuk ( UKR) |

| 5 września 201910:00 | Brazylia                                 | 84:73(19:20, 24:18, 23:16, 18:19) | Czarnogóra                                                   | Youth Olympic Sports Park Gymnasium, Nankin Sędzia: Antonio Conde ( ESP), Andrés Bartel ( URU), Michał Proc ( POL) |
| 5 września 201910:00 | Pkt:Huertas 16 Zb:Felício 8 As:Huertas 6 | 84:73(19:20, 24:18, 23:16, 18:19) | Pkt:Needham 16 Zb:Radončić, Vučević po 6 każdy As:Needham 10 | Youth Olympic Sports Park Gymnasium, Nankin Sędzia: Antonio Conde ( ESP), Andrés Bartel ( URU), Michał Proc ( POL) |

| 5 września 201914:00 | Grecja                                                   | 103:97(28:19, 23:25, 20:22, 32:31) | Nowa Zelandia                                             | Youth Olympic Sports Park Gymnasium, Nankin Sędzia: Roberto Vázquez ( PUR), Leandro Lezcano ( ARG), Hwang In-tae ( KOR) |
| 5 września 201914:00 | Pkt:J. Andetokunmbo 24 Zb:J. Andetokunmbo 10 As:Slukas 7 | 103:97(28:19, 23:25, 20:22, 32:31) | Pkt:C. Webster 31 Zb:Abercrombie, Loe po 6 każdy As:Ili 9 | Youth Olympic Sports Park Gymnasium, Nankin Sędzia: Roberto Vázquez ( PUR), Leandro Lezcano ( ARG), Hwang In-tae ( KOR) |

### Grupa G

#### Tabela
| Poz. | Reprezentacja | Pkt | Mecze | Mecze | Mecze | Punkty | Punkty | Punkty | Bilans bezpośrednich meczów |
| Poz. | Reprezentacja | Pkt | M     | Z     | P     | zdob.  | str.   | bilans | Bilans bezpośrednich meczów |
| ---- | ------------- | --- | ----- | ----- | ----- | ------ | ------ | ------ | --------------------------- |
| 1    | Francja       | 6   | 3     | 3     | 0     | 271    | 194    | +77    | –                           |
| 2    | Dominikana    | 5   | 3     | 2     | 1     | 206    | 234    | −28    | –                           |
| 3    | Niemcy        | 4   | 3     | 1     | 2     | 238    | 210    | +28    | –                           |
| 4    | Jordania      | 3   | 3     | 0     | 3     | 202    | 279    | −77    | –                           |

     awans do drugiej fazy grupowej
     rywalizacja o miejsca 17–32

#### Wyniki
| 1 września 201910:30 | Dominikana                          | 80:76(22:17, 25:19, 14:17, 19:23) | Jordania                                    | Universiade Sports Centre, Shenzhen Sędzia: Tolga Şahin ( ITA), Julio Anaya ( PAN), Kingsley Ojeaburu ( NGA) |
| 1 września 201910:30 | Pkt:Liz 15 Zb:Roberts 6 As:Solano 7 | 80:76(22:17, 25:19, 14:17, 19:23) | Pkt:Al-Dwairi 34 Zb:Al-Dwairi 10 As:Abbas 4 | Universiade Sports Centre, Shenzhen Sędzia: Tolga Şahin ( ITA), Julio Anaya ( PAN), Kingsley Ojeaburu ( NGA) |

| 1 września 201914:30 | Francja                                    | 78:74(16:4, 20:16, 23:30, 19:24) | Niemcy                                    | Universiade Sports Centre, Shenzhen Sędzia: Juan Fernández ( ARG), Luis Castillo ( ESP), Daniel García ( VEN) |
| 1 września 201914:30 | Pkt:Fournier 26 Zb:Fournier 10 As:Albicy 5 | 78:74(16:4, 20:16, 23:30, 19:24) | Pkt:Voigtmann 25 Zb:Theis 8 As:Schröder 8 | Universiade Sports Centre, Shenzhen Sędzia: Juan Fernández ( ARG), Luis Castillo ( ESP), Daniel García ( VEN) |

| 3 września 201910:30 | Niemcy                                   | 68:70(21:16, 18:21, 13:18, 16:15) | Dominikana                                                | Universiade Sports Centre, Shenzhen Sędzia: Tolga Şahin ( ITA), Julio Anaya ( PAN), Luis Castillo ( ESP) |
| 3 września 201910:30 | Pkt:Schröder 20 Zb:Theis 8 As:Schröder 7 | 68:70(21:16, 18:21, 13:18, 16:15) | Pkt:Liz 17 Zb:czterech zawodników po 5 każdy As:Solano 11 | Universiade Sports Centre, Shenzhen Sędzia: Tolga Şahin ( ITA), Julio Anaya ( PAN), Luis Castillo ( ESP) |

| 3 września 201914:30 | Jordania                                                  | 64:103(18:25, 15:25, 17:28, 14:25) | Francja                                  | Universiade Sports Centre, Shenzhen Sędzia: Juan Fernández ( ARG), Daniel García ( VEN), Felipe Ibarra ( CHI) |
| 3 września 201914:30 | Pkt:Tucker 20 Zb:Abbas, Al-Dwairi po 7 każdy As:Ibrahim 4 | 64:103(18:25, 15:25, 17:28, 14:25) | Pkt:De Colo 19 Zb:Gobert 13 As:De Colo 8 | Universiade Sports Centre, Shenzhen Sędzia: Juan Fernández ( ARG), Daniel García ( VEN), Felipe Ibarra ( CHI) |

| 5 września 201910:30 | Niemcy                                                      | 96:62(28:17, 20:19, 18:13, 30:13) | Jordania                                                    | Universiade Sports Centre, Shenzhen Sędzia: Juan Fernández ( ARG), Daniel García ( VEN), Kingsley Ojeaburu ( NGA) |
| 5 września 201910:30 | Pkt:Kleber 18 Zb:Barthel, Benzing po 5 każdy As:Schröder 11 | 96:62(28:17, 20:19, 18:13, 30:13) | Pkt:Al-Dwairi 17 Zb:Al-Dwairi 8 As:Abbas, Abdeen po 3 każdy | Universiade Sports Centre, Shenzhen Sędzia: Juan Fernández ( ARG), Daniel García ( VEN), Kingsley Ojeaburu ( NGA) |

| 5 września 201914:30 | Dominikana                                          | 56:90(8:18, 13:25, 19:25, 16:22) | Francja                                                    | Universiade Sports Centre, Shenzhen Sędzia: Tolga Şahin ( ITA), Luis Castillo ( ESP), Felipe Ibarra ( CHI) |
| 5 września 201914:30 | Pkt:Liz 12 Zb:Roberts, Vargas po 6 każdy As:Ramón 3 | 56:90(8:18, 13:25, 19:25, 16:22) | Pkt:De Colo 15 Zb:Gobert, Poirier po 8 każdy As:Fournier 5 | Universiade Sports Centre, Shenzhen Sędzia: Tolga Şahin ( ITA), Luis Castillo ( ESP), Felipe Ibarra ( CHI) |

### Grupa H

#### Tabela
| Poz. | Reprezentacja | Pkt | Mecze | Mecze | Mecze | Punkty | Punkty | Punkty | Bilans bezpośrednich meczów |
| Poz. | Reprezentacja | Pkt | M     | Z     | P     | zdob.  | str.   | bilans | Bilans bezpośrednich meczów |
| ---- | ------------- | --- | ----- | ----- | ----- | ------ | ------ | ------ | --------------------------- |
| 1    | Australia     | 6   | 3     | 3     | 0     | 276    | 242    | +34    | –                           |
| 2    | Litwa         | 5   | 3     | 2     | 1     | 275    | 203    | +72    | –                           |
| 3    | Kanada        | 4   | 3     | 1     | 2     | 243    | 260    | −17    | –                           |
| 4    | Senegal       | 3   | 3     | 0     | 3     | 175    | 264    | −89    | –                           |

     awans do drugiej fazy grupowej
     rywalizacja o miejsca 17–32

#### Wyniki
| 1 września 20199:30 | Kanada                             | 92:108(20:29, 20:23, 37:24, 15:32) | Australia                                  | Nissan Sports Centre, Dongguan Sędzia: Jorge Vázquez ( PUR), Alexis Mercado ( PUR), Gentian Cici ( ALB) |
| 1 września 20199:30 | Pkt:Birch 18 Zb:Ejim 6 As:Pangos 8 | 92:108(20:29, 20:23, 37:24, 15:32) | Pkt:Dellavedova 24 Zb:Bogut 9 As:Ingles 10 | Nissan Sports Centre, Dongguan Sędzia: Jorge Vázquez ( PUR), Alexis Mercado ( PUR), Gentian Cici ( ALB) |

| 1 września 201913:30 | Senegal                                                                        | 47:101(10:27, 11:21, 12:29, 14:24) | Litwa                                                              | Nissan Sports Centre, Dongguan Sędzia: Saverio Lanzarini ( ITA), Leandro Zalazar ( ARG), Martin Horozov ( BUL) |
| 1 września 201913:30 | Pkt:trzech zawodników po 8 każdy Zb:M. Faye 5 As:D’Almeida, M. Faye po 3 każdy | 47:101(10:27, 11:21, 12:29, 14:24) | Pkt:trzech zawodników po 13 każdy Zb:Valančiūnas 11 As:Kalnietis 8 | Nissan Sports Centre, Dongguan Sędzia: Saverio Lanzarini ( ITA), Leandro Zalazar ( ARG), Martin Horozov ( BUL) |

| 3 września 20199:30 | Australia                             | 81:68(18:16, 18:17, 24:17, 21:18) | Senegal                                        | Nissan Sports Centre, Dongguan Sędzia: Jorge Vázquez ( PUR), Leandro Zalazar ( ARG), Carlos Peralta ( ECU) |
| 3 września 20199:30 | Pkt:Mills 22 Zb:Ingles 10 As:Ingles 9 | 81:68(18:16, 18:17, 24:17, 21:18) | Pkt:D’Almeida 14 Zb:Y. Ndoye 10 As:D’Almeida 4 | Nissan Sports Centre, Dongguan Sędzia: Jorge Vázquez ( PUR), Leandro Zalazar ( ARG), Carlos Peralta ( ECU) |

| 3 września 201913:30 | Litwa                                                             | 92:69(24:14, 22:22, 24:18, 22:15) | Kanada                                                     | Nissan Sports Centre, Dongguan Sędzia: Saverio Lanzarini ( ITA), Gentian Cici ( ALB), Martin Horozov ( BUL) |
| 3 września 201913:30 | Pkt:Ulanovas 15 Zb:Sabonis, Valančiūnas po 8 każdy As:Kalnietis 6 | 92:69(24:14, 22:22, 24:18, 22:15) | Pkt:Wiltjer 24 Zb:trzech zawodników po 4 każdy As:Pangos 8 | Nissan Sports Centre, Dongguan Sędzia: Saverio Lanzarini ( ITA), Gentian Cici ( ALB), Martin Horozov ( BUL) |

| 5 września 20199:30 | Kanada                                | 82:60(11:22, 22:10, 26:14, 23:14) | Senegal                                   | Nissan Sports Centre, Dongguan Sędzia: Saverio Lanzarini ( ITA), Martin Horozov ( BUL), Carlos Peralta ( ECU) |
| 5 września 20199:30 | Pkt:Joseph 24 Zb:Birch 10 As:Pangos 5 | 82:60(11:22, 22:10, 26:14, 23:14) | Pkt:M. Faye 14 Zb:Ndour 12 As:D’Almeida 7 | Nissan Sports Centre, Dongguan Sędzia: Saverio Lanzarini ( ITA), Martin Horozov ( BUL), Carlos Peralta ( ECU) |

| 5 września 201913:30 | Litwa                                         | 82:87(19:27, 22:25, 19:16, 22:19) | Australia                             | Nissan Sports Centre, Dongguan Sędzia: Jorge Vázquez ( PUR), Leandro Zalazar ( ARG), Jorge Vázquez ( PUR) |
| 5 września 201913:30 | Pkt:Grigonis 19 Zb:Valančiūnas 7 As:Sabonis 4 | 82:87(19:27, 22:25, 19:16, 22:19) | Pkt:Mills 23 Zb:Baynes 13 As:Ingles 8 | Nissan Sports Centre, Dongguan Sędzia: Jorge Vázquez ( PUR), Leandro Zalazar ( ARG), Jorge Vázquez ( PUR) |

## Druga faza grupowa

### Grupa I

#### Tabela
| Poz. | Reprezentacja | Pkt | Mecze | Mecze | Mecze | Punkty | Punkty | Punkty | Bilans bezpośrednich meczów |
| Poz. | Reprezentacja | Pkt | M     | Z     | P     | zdob.  | str.   | bilans | Bilans bezpośrednich meczów |
| ---- | ------------- | --- | ----- | ----- | ----- | ------ | ------ | ------ | --------------------------- |
| 1    | Argentyna     | 10  | 5     | 5     | 0     | 436    | 343    | +93    | –                           |
| 2    | Polska        | 9   | 5     | 4     | 1     | 383    | 373    | +10    | –                           |
| 3    | Rosja         | 8   | 5     | 3     | 2     | 373    | 358    | +15    | –                           |
| 4    | Wenezuela     | 7   | 5     | 2     | 3     | 355    | 366    | −11    | –                           |

     awans do fazy finałowej

#### Wyniki
| 6 września 201910:00 | Polska                                      | 79:74(16:22, 18:18, 19:17, 26:17) | Rosja                                                             | Foshan International Sports Center, Foshan Sędzia: Ademir Zurapovic ( BIH), Jung Yu ( TPE), Takaki Kato ( JPN) |
| 6 września 201910:00 | Pkt:Waczyński 18 Zb:Ponitka 9 As:Koszarek 4 | 79:74(16:22, 18:18, 19:17, 26:17) | Pkt:Kułagin 21 Zb:Woroncewicz 10 As:Karasiow, Kurbanow po 4 każdy | Foshan International Sports Center, Foshan Sędzia: Ademir Zurapovic ( BIH), Jung Yu ( TPE), Takaki Kato ( JPN) |

| 6 września 201914:00 | Argentyna                            | 87:67(17:12, 21:13, 25:22, 24:20) | Wenezuela                                  | Foshan International Sports Center, Foshan Sędzia: Yohan Rosso ( FRA), Matthew Myers ( USA), Yevgeniy Mikheyev ( KAZ) |
| 6 września 201914:00 | Pkt:Deck 25 Zb:Scola 6 As:Campazzo 9 | 87:67(17:12, 21:13, 25:22, 24:20) | Pkt:Carrera 19 Zb:Colmenares 7 As:Vargas 5 | Foshan International Sports Center, Foshan Sędzia: Yohan Rosso ( FRA), Matthew Myers ( USA), Yevgeniy Mikheyev ( KAZ) |

| 8 września 201910:00 | Wenezuela                                  | 60:69(10:13, 17:14, 15:21, 18:21) | Rosja                                                | Foshan International Sports Center, Foshan Sędzia: Yohan Rosso ( FRA), Takaki Kato ( JPN), Ye Nan ( CHN) |
| 8 września 201910:00 | Pkt:Carrera 19 Zb:Carrera 10 As:Guillent 5 | 60:69(10:13, 17:14, 15:21, 18:21) | Pkt:Woroncewicz 17 Zb:Woroncewicz 9 As:Woroncewicz 5 | Foshan International Sports Center, Foshan Sędzia: Yohan Rosso ( FRA), Takaki Kato ( JPN), Ye Nan ( CHN) |

| 8 września 201914:00 | Polska                                        | 65:91(14:20, 13:22, 14:28, 24:21) | Argentyna                                                     | Foshan International Sports Center, Foshan Sędzia: Ademir Zurapović ( BIH), Matthew Myers ( USA), Yu Jung ( TPE) |
| 8 września 201914:00 | Pkt:Slaughter 16 Zb:Hrycaniuk 6 As:Koszarek 5 | 65:91(14:20, 13:22, 14:28, 24:21) | Pkt:Scola 21 Zb:Fjellerup, Scola każdy po 6 As:Laprovíttola 7 | Foshan International Sports Center, Foshan Sędzia: Ademir Zurapović ( BIH), Matthew Myers ( USA), Yu Jung ( TPE) |

### Grupa J

#### Tabela
| Poz. | Reprezentacja | Pkt | Mecze | Mecze | Mecze | Punkty | Punkty | Punkty | Bilans bezpośrednich meczów |
| Poz. | Reprezentacja | Pkt | M     | Z     | P     | zdob.  | str.   | bilans | Bilans bezpośrednich meczów |
| ---- | ------------- | --- | ----- | ----- | ----- | ------ | ------ | ------ | --------------------------- |
| 1    | Hiszpania     | 10  | 5     | 5     | 0     | 395    | 319    | +76    | –                           |
| 2    | Serbia        | 9   | 5     | 4     | 1     | 482    | 331    | +151   | –                           |
| 3    | Włochy        | 8   | 5     | 3     | 2     | 431    | 371    | +60    | –                           |
| 4    | Portoryko     | 7   | 5     | 2     | 3     | 349    | 402    | −53    | –                           |

     awans do fazy finałowej

#### Wyniki
| 6 września 201910:30 | Serbia                                | 90:47(23:14, 26:12, 22:13, 19:8) | Portoryko                                                      | Wuhan Gymnasium, Wuhan Sędzia: Cristiano Maranho ( BRA), Mārtiņš Kozlovskis ( LAT), Zdenko Tomašovič ( SVK) |
| 6 września 201910:30 | Pkt:Bjelica 18 Zb:Jokić 10 As:Jović 9 | 90:47(23:14, 26:12, 22:13, 19:8) | Pkt:Huertas 11 Zb:Collier, Rodríguez po 5 każdy As:Rodríguez 4 | Wuhan Gymnasium, Wuhan Sędzia: Cristiano Maranho ( BRA), Mārtiņš Kozlovskis ( LAT), Zdenko Tomašovič ( SVK) |

| 6 września 201914:30 | Hiszpania                                        | 67:60(18:18, 12:13, 20:17, 17:12) | Włochy                                       | Wuhan Gymnasium, Wuhan Sędzia: Steve Anderson ( USA), Guilherme Locatelli ( BRA), Omar Bermúdez ( MEX) |
| 6 września 201914:30 | Pkt:J. Hernangómez 16 Zb:Claver 9 As:Fernández 5 | 67:60(18:18, 12:13, 20:17, 17:12) | Pkt:Gallinari 15 Zb:Hackett 8 As:Belinelli 4 | Wuhan Gymnasium, Wuhan Sędzia: Steve Anderson ( USA), Guilherme Locatelli ( BRA), Omar Bermúdez ( MEX) |

| 8 września 201910:30 | Portoryko                                   | 89:94 (pd.)(24:13, 22:13, 18:24, 19:33, dogr. 6:11) | Włochy                                     | Wuhan Gymnasium, Wuhan Sędzia: Guilherme Locatelli ( BRA), Zdenko Tomašovič ( SVK), Mārtiņš Kozlovskis ( LAT) |
| 8 września 201910:30 | Pkt:Balkman 14 Zb:Clemente 9 As:Rodríguez 5 | 89:94 (pd.)(24:13, 22:13, 18:24, 19:33, dogr. 6:11) | Pkt:Belinelli 27 Zb:Abass 8 As:Gallinari 5 | Wuhan Gymnasium, Wuhan Sędzia: Guilherme Locatelli ( BRA), Zdenko Tomašovič ( SVK), Mārtiņš Kozlovskis ( LAT) |

| 8 września 201914:30 | Hiszpania                           | 81:69(13:20, 32:17, 22:19, 14:13) | Serbia                                             | Wuhan Gymnasium, Wuhan Sędzia: Cristiano Maranho ( BRA), Steve Anderson ( USA), Omar Bermúdez ( MEX) |
| 8 września 201914:30 | Pkt:Rubio 19 Zb:Claver 7 As:Gasol 6 | 81:69(13:20, 32:17, 22:19, 14:13) | Pkt:Bogdanović 26 Zb:Bogdanović 10 As:Bogdanović 6 | Wuhan Gymnasium, Wuhan Sędzia: Cristiano Maranho ( BRA), Steve Anderson ( USA), Omar Bermúdez ( MEX) |

### Grupa K

#### Tabela
| Poz. | Reprezentacja     | Pkt | Mecze | Mecze | Mecze | Punkty | Punkty | Punkty | Bilans bezpośrednich meczów |
| Poz. | Reprezentacja     | Pkt | M     | Z     | P     | zdob.  | str.   | bilans | Bilans bezpośrednich meczów |
| ---- | ----------------- | --- | ----- | ----- | ----- | ------ | ------ | ------ | --------------------------- |
| 1    | Stany Zjednoczone | 10  | 5     | 5     | 0     | 497    | 330    | +107   | –                           |
| 2    | Czechy            | 8   | 5     | 3     | 2     | 417    | 395    | +22    | –                           |
| 3    | Grecja            | 8   | 5     | 3     | 2     | 403    | 382    | +21    | –                           |
| 4    | Brazylia          | 8   | 5     | 3     | 2     | 409    | 427    | −18    | –                           |

     awans do fazy finałowej

#### Wyniki
| 7 września 201910:30 | Brazylia                                | 71:93(16:20, 16:25, 14:20, 25:28) | Czechy                                         | Universiade Sports Centre, Shenzhen Sędzia: Saverio Lanzarini ( ITA), Julio Anaya ( PAN), Andris Aunkrogers ( LAT) |
| 7 września 201910:30 | Pkt:Benite 12 Zb:Varejão 5 As:Huertas 6 | 71:93(16:20, 16:25, 14:20, 25:28) | Pkt:Satoranský 20 Zb:Balvín 11 As:Satoranský 9 | Universiade Sports Centre, Shenzhen Sędzia: Saverio Lanzarini ( ITA), Julio Anaya ( PAN), Andris Aunkrogers ( LAT) |

| 7 września 201914:30 | Stany Zjednoczone                    | 69:53(19:17, 19:8, 16:12, 15:16) | Grecja                                                     | Universiade Sports Centre, Shenzhen Sędzia: Aleksandar Glišić ( SRB), Ferdinand Pascual ( PHI), Wojciech Liszka ( POL) |
| 7 września 201914:30 | Pkt:Walker 15 Zb:Brown 9 As:Walker 6 | 69:53(19:17, 19:8, 16:12, 15:16) | Pkt:J. Andetokunmbo 15 Zb:J. Andetokunmbo 13 As:Calathes 5 | Universiade Sports Centre, Shenzhen Sędzia: Aleksandar Glišić ( SRB), Ferdinand Pascual ( PHI), Wojciech Liszka ( POL) |

| 9 września 201910:30 | Czechy                                     | 77:84(12:18, 21:14, 16:25, 28:27) | Grecja                                              | Universiade Sports Centre, Shenzhen Sędzia: Aleksandar Glišić ( SRB), Andris Aunkrogers ( LAT), Wojciech Liszka ( POL) |
| 9 września 201910:30 | Pkt:Bohačík 25 Zb:Balvín 9 As:Satoranský 9 | 77:84(12:18, 21:14, 16:25, 28:27) | Pkt:Calathes 27 Zb:J. Antetokounmpo 9 As:Calathes 6 | Universiade Sports Centre, Shenzhen Sędzia: Aleksandar Glišić ( SRB), Andris Aunkrogers ( LAT), Wojciech Liszka ( POL) |

| 9 września 201914:30 | Stany Zjednoczone                                        | 89:73(21:18, 22:21, 24:17, 22:17) | Brazylia                                | Universiade Sports Centre, Shenzhen Sędzia: Saverio Lanzarini ( ITA), Ferdinand Pascual ( PHI), Julio Anaya ( PAN) |
| 9 września 201914:30 | Pkt:Turner, Walker po 16 każdy Zb:Turner 8 As:Mitchell 7 | 89:73(21:18, 22:21, 24:17, 22:17) | Pkt:Benite 21 Zb:Varejao 8 As:Huertas 5 | Universiade Sports Centre, Shenzhen Sędzia: Saverio Lanzarini ( ITA), Ferdinand Pascual ( PHI), Julio Anaya ( PAN) |

### Grupa L

#### Tabela
| Poz. | Reprezentacja | Pkt | Mecze | Mecze | Mecze | Punkty | Punkty | Punkty | Bilans bezpośrednich meczów |
| Poz. | Reprezentacja | Pkt | M     | Z     | P     | zdob.  | str.   | bilans | Bilans bezpośrednich meczów |
| ---- | ------------- | --- | ----- | ----- | ----- | ------ | ------ | ------ | --------------------------- |
| 1    | Australia     | 10  | 5     | 5     | 0     | 458    | 416    | +42    | –                           |
| 2    | Francja       | 9   | 5     | 4     | 1     | 447    | 369    | +78    | –                           |
| 3    | Litwa         | 8   | 5     | 3     | 2     | 424    | 336    | +88    | –                           |
| 4    | Dominikana    | 7   | 5     | 2     | 3     | 337    | 390    | −53    | –                           |

     awans do fazy finałowej

#### Wyniki
| 7 września 201910:00 | Australia                        | 82:76(24:19, 16:19, 17:14, 25:24) | Dominikana                            | Youth Olympic Sports Park Gymnasium, Nankin Sędzia: Tolga Şahin ( ITA), Juan Fernández ( ARG), Luis Castillo ( ESP) |
| 7 września 201910:00 | Pkt:Mills 19 Zb:Kay 8 As:Mills 9 | 82:76(24:19, 16:19, 17:14, 25:24) | Pkt:Vargas 16 Zb:Vargas 7 As:Solano 9 | Youth Olympic Sports Park Gymnasium, Nankin Sędzia: Tolga Şahin ( ITA), Juan Fernández ( ARG), Luis Castillo ( ESP) |

| 7 września 201914:00 | Francja                                                   | 78:75(26:14, 24:26, 15:14, 13:21) | Litwa                                            | Youth Olympic Sports Park Gymnasium, Nankin Sędzia: Antonio Conde ( ESP), Daniel García ( VEN), Leandro Lezcano ( ARG) |
| 7 września 201914:00 | Pkt:Fournier 24 Zb:Gobert 8 As:Albicy, De Colo po 4 każdy | 78:75(26:14, 24:26, 15:14, 13:21) | Pkt:Valančiūnas 18 Zb:Valančiūnas 8 As:Sabonis 4 | Youth Olympic Sports Park Gymnasium, Nankin Sędzia: Antonio Conde ( ESP), Daniel García ( VEN), Leandro Lezcano ( ARG) |

| 9 września 201910:00 | Dominikana                            | 55:74(14:19, 10:19, 15:14, 16:22) | Litwa                                                                    | Youth Olympic Sports Park Gymnasium, Nankin Sędzia: Steve Anderson ( USA), Mārtiņš Kozlovskis ( LAT), Hwang In-tae ( KOR) |
| 9 września 201910:00 | Pkt:Mendoza 14 Zb:Rojas 6 As:Solano 6 | 55:74(14:19, 10:19, 15:14, 16:22) | Pkt:Lekavičius, Valančiūnas po 19 każdy Zb:Valančiūnas 10 As:Kalnietis 8 | Youth Olympic Sports Park Gymnasium, Nankin Sędzia: Steve Anderson ( USA), Mārtiņš Kozlovskis ( LAT), Hwang In-tae ( KOR) |

| 9 września 201914:00 | Francja                                   | 98:100(24:23, 22:23, 29:25, 23:29) | Australia                                | Youth Olympic Sports Park Gymnasium, Nankin Sędzia: Tolga Şahin ( ITA), Juan Fernández ( ARG), Luis Castillo ( ESP) |
| 9 września 201914:00 | Pkt:Fournier 31 Zb:Fournier 6 As:Gobert 6 | 98:100(24:23, 22:23, 29:25, 23:29) | Pkt:Mills 30 Zb:Bogut 6 As:Dellavedova 9 | Youth Olympic Sports Park Gymnasium, Nankin Sędzia: Tolga Şahin ( ITA), Juan Fernández ( ARG), Luis Castillo ( ESP) |

## Rywalizacja o miejsca 17–32

### Grupa M

#### Tabela
| Poz. | Reprezentacja            | Pkt | Mecze | Mecze | Mecze | Punkty | Punkty | Punkty | Bilans bezpośrednich meczów |
| Poz. | Reprezentacja            | Pkt | M     | Z     | P     | zdob.  | str.   | bilans | Bilans bezpośrednich meczów |
| ---- | ------------------------ | --- | ----- | ----- | ----- | ------ | ------ | ------ | --------------------------- |
| 1    | Nigeria                  | 8   | 5     | 3     | 2     | 435    | 381    | +54    | –                           |
| 2    | Chiny                    | 7   | 5     | 2     | 3     | 355    | 365    | −10    | –                           |
| 3    | Korea Południowa         | 6   | 5     | 1     | 4     | 361    | 438    | −77    | –                           |
| 4    | Wybrzeże Kości Słoniowej | 5   | 5     | 0     | 5     | 326    | 400    | −74    | –                           |

#### Wyniki
| 6 września 201910:00 | Nigeria                               | 83:66(24:18, 13:17, 26:11, 20:20) | Wybrzeże Kości Słoniowej                                    | Guangzhou Gymnasium, Kanton Sędzia: Georgios Poursanidis ( GRE), Krishna Domínguez ( DOM), Markos Michaelides ( SUI) |
| 6 września 201910:00 | Pkt:Vincent 15 Zb:Diogu 9 As:Okogie 5 | 83:66(24:18, 13:17, 26:11, 20:20) | Pkt:Thompson 19 Zb:Thompson 9 As:Diabate, Fofana po 4 każdy | Guangzhou Gymnasium, Kanton Sędzia: Georgios Poursanidis ( GRE), Krishna Domínguez ( DOM), Markos Michaelides ( SUI) |

| 6 września 201914:00 | Chiny                                         | 77:73(19:18, 16:14, 19:20, 23:21) | Korea Południowa                           | Guangzhou Gymnasium, Kanton Sędzia: Michael Weiland ( CAN), Carsten Straube ( GER), James Boyer ( AUS) |
| 6 września 201914:00 | Pkt:Guo, Zhao po 16 każdy Zb:Zhou 15 As:Guo 5 | 77:73(19:18, 16:14, 19:20, 23:21) | Pkt:Ra 21 Zb:Ra 12 As:Park, Kim po 4 każdy | Guangzhou Gymnasium, Kanton Sędzia: Michael Weiland ( CAN), Carsten Straube ( GER), James Boyer ( AUS) |

| 8 września 201910:00 | Wybrzeże Kości Słoniowej          | 71:80(14:18, 16:32, 17:16, 24:14) | Korea Południowa             | Guangzhou Gymnasium, Kanton Sędzia: Krishna Domínguez ( MEX), James Boyer ( AUS), Arnaud Kom Njilo ( CMR) |
| 8 września 201910:00 | Pkt:Abouo 15 Zb:Fofana 7 As:Edi 4 | 71:80(14:18, 16:32, 17:16, 24:14) | Pkt:Ra 26 Zb:Ra 16 As:Park 6 | Guangzhou Gymnasium, Kanton Sędzia: Krishna Domínguez ( MEX), James Boyer ( AUS), Arnaud Kom Njilo ( CMR) |

| 8 września 201914:00 | Chiny                        | 73:86(21:19, 10:16, 20:25, 22:26) | Nigeria                             | Guangzhou Gymnasium, Kanton Sędzia: Michael Weiland ( CAN), Jorgos Pursanidis ( GRE), Carsten Straube ( GER) |
| 8 września 201914:00 | Pkt:Yi 27 Zb:Wang 7 As:Sun 9 | 73:86(21:19, 10:16, 20:25, 22:26) | Pkt:Okogie 18 Zb:Aminu 8 As:Aminu 6 | Guangzhou Gymnasium, Kanton Sędzia: Michael Weiland ( CAN), Jorgos Pursanidis ( GRE), Carsten Straube ( GER) |

### Grupa N

#### Tabela
| Poz. | Reprezentacja | Pkt | Mecze | Mecze | Mecze | Punkty | Punkty | Punkty | Bilans bezpośrednich meczów |
| Poz. | Reprezentacja | Pkt | M     | Z     | P     | zdob.  | str.   | bilans | Bilans bezpośrednich meczów |
| ---- | ------------- | --- | ----- | ----- | ----- | ------ | ------ | ------ | --------------------------- |
| 1    | Tunezja       | 8   | 5     | 3     | 2     | 377    | 386    | −9     | –                           |
| 2    | Iran          | 7   | 5     | 2     | 3     | 379    | 372    | +7     | –                           |
| 3    | Angola        | 6   | 5     | 1     | 4     | 350    | 435    | −85    | –                           |
| 4    | Filipiny      | 5   | 5     | 0     | 5     | 352    | 499    | −147   | –                           |

#### Wyniki
| 6 września 201910:00 | Angola                                                       | 62:71(17:19, 12:9, 16:20, 17:23) | Iran                                          | Cadillac Arena, Pekin Sędzia: Yener Yılmaz ( TUR), Scott Beker ( AUS), Nicolas Fernandes ( TAH) |
| 6 września 201910:00 | Pkt:Morais 17 Zb:Moreira 7 As:czterech zawodników po 4 każdy | 62:71(17:19, 12:9, 16:20, 17:23) | Pkt:Nikkhah 21 Zb:Geramipoor 7 As:Yakhchali 4 | Cadillac Arena, Pekin Sędzia: Yener Yılmaz ( TUR), Scott Beker ( AUS), Nicolas Fernandes ( TAH) |

| 6 września 201914:00 | Tunezja                            | 86:67(27:10, 19:14, 21:15, 19:28) | Filipiny                                                     | Cadillac Arena, Pekin Sędzia: Matthew Kallio ( CAN), Boris Krejić ( SLO), Harja Jaladri ( IDN) |
| 6 września 201914:00 | Pkt:Abada 16 Zb:Mejri 12 As:Roll 4 | 86:67(27:10, 19:14, 21:15, 19:28) | Pkt:Blatche 24 Zb:Blatche 11 As:pięciu zawodników po 2 każdy | Cadillac Arena, Pekin Sędzia: Matthew Kallio ( CAN), Boris Krejić ( SLO), Harja Jaladri ( IDN) |

| 8 września 201910:00 | Tunezja                                                 | 86:84(31:20, 21:17, 15:28, 19:19) | Angola                                    | Cadillac Arena, Pekin Sędzia: Yener Yılmaz ( TUR), Boris Krejić ( SLO), Harja Jaladri ( INA) |
| 8 września 201910:00 | Pkt:Roll 21 Zb:Mejri, Romdhane po 8 każdy As:Romdhane 6 | 86:84(31:20, 21:17, 15:28, 19:19) | Pkt:Moreira 21 Zb:Moreira 9 As:Domingos 6 | Cadillac Arena, Pekin Sędzia: Yener Yılmaz ( TUR), Boris Krejić ( SLO), Harja Jaladri ( INA) |

| 8 września 201914:00 | Iran                                                          | 95:75(30:24, 18:10, 27:16, 20:25) | Filipiny                                | Cadillac Arena, Pekin Sędzia: Matthew Kallio ( CAN), Scott Beker ( AUS), Nicolas Fernandes ( TAH) |
| 8 września 201914:00 | Pkt:Haddadi 19 Zb:Haddadi 7 As:Jamshidi, Yakhchali każdy po 5 | 95:75(30:24, 18:10, 27:16, 20:25) | Pkt:Bolick 15 Zb:Blatche 5 As:Blatche 5 | Cadillac Arena, Pekin Sędzia: Matthew Kallio ( CAN), Scott Beker ( AUS), Nicolas Fernandes ( TAH) |

### Grupa O

#### Tabela
| Poz. | Reprezentacja | Pkt | Mecze | Mecze | Mecze | Punkty | Punkty | Punkty | Bilans bezpośrednich meczów |
| Poz. | Reprezentacja | Pkt | M     | Z     | P     | zdob.  | str.   | bilans | Bilans bezpośrednich meczów |
| ---- | ------------- | --- | ----- | ----- | ----- | ------ | ------ | ------ | --------------------------- |
| 1    | Nowa Zelandia | 8   | 5     | 3     | 2     | 497    | 470    | +27    | –                           |
| 2    | Turcja        | 7   | 5     | 2     | 3     | 434    | 427    | +7     | –                           |
| 3    | Czarnogóra    | 6   | 5     | 1     | 4     | 370    | 406    | −36    | –                           |
| 4    | Japonia       | 5   | 5     | 0     | 5     | 334    | 464    | −130   | –                           |

#### Wyniki
| 7 września 201909:30 | Nowa Zelandia                                | 111:81(29:29, 26:10, 27:22, 29:20) | Japonia                                 | Nissan Sports Centre, Dongguan Sędzia: Serhij Zaszczuk ( UKR), Kim Jong-kuk ( KOR), Kingsley Ojeaburu ( NGA) |
| 7 września 201909:30 | Pkt:C. Webster 27 Zb:Fotu 10 As:T. Webster 9 | 111:81(29:29, 26:10, 27:22, 29:20) | Pkt:Fazekas 31 Zb:Fazekas 9 As:Tanaka 5 | Nissan Sports Centre, Dongguan Sędzia: Serhij Zaszczuk ( UKR), Kim Jong-kuk ( KOR), Kingsley Ojeaburu ( NGA) |

| 7 września 201913:30 | Turcja                                  | 79:74(16:26, 16:11, 17:21, 30:16) | Czarnogóra                                                   | Nissan Sports Centre, Dongguan Sędzia: Roberto Vázquez ( PUR), Andrés Bartel ( URU), Michał Proc ( POL) |
| 7 września 201913:30 | Pkt:Osman 19 Zb:Birsen 8 As:Wilbekin 13 | 79:74(16:26, 16:11, 17:21, 30:16) | Pkt:Vučević 20 Zb:Dubljević 8 As:Popović, Vučević po 5 każdy | Nissan Sports Centre, Dongguan Sędzia: Roberto Vázquez ( PUR), Andrés Bartel ( URU), Michał Proc ( POL) |

| 9 września 201909:30 | Japonia                                 | 65:80(16:26, 17:14, 18:21, 14:19) | Czarnogóra                                                 | Nissan Sports Centre, Dongguan Sędzia: Sergiy Zashchuk ( UKR), Michał Proc ( POL), Kim Jong-kuk ( KOR) |
| 9 września 201909:30 | Pkt:Watanabe 34 Zb:Watanabe 9 As:Baba 5 | 65:80(16:26, 17:14, 18:21, 14:19) | Pkt:Vučević 18 Zb:Bjelica, Vučević po 7 każdy As:Needham 8 | Nissan Sports Centre, Dongguan Sędzia: Sergiy Zashchuk ( UKR), Michał Proc ( POL), Kim Jong-kuk ( KOR) |

| 9 września 201913:30 | Turcja                                                 | 101:102(31:26, 22:24, 24:24, 24:28) | Nowa Zelandia                                      | Nissan Sports Centre, Dongguan Sędzia: Roberto Vázquez ( PUR), Andrés Bartel ( URU), Duan Zhu ( CHN) |
| 9 września 201913:30 | Pkt:Osman 32 Zb:Birsen, Osman po 6 każdy As:Wilbekin 7 | 101:102(31:26, 22:24, 24:24, 24:28) | Pkt:Fotu, Loe po 17 każdy Zb:Delany 7 As:Webster 5 | Nissan Sports Centre, Dongguan Sędzia: Roberto Vázquez ( PUR), Andrés Bartel ( URU), Duan Zhu ( CHN) |

### Grupa P

#### Tabela
| Poz. | Reprezentacja | Pkt | Mecze | Mecze | Mecze | Punkty | Punkty | Punkty | Bilans bezpośrednich meczów |
| Poz. | Reprezentacja | Pkt | M     | Z     | P     | zdob.  | str.   | bilans | Bilans bezpośrednich meczów |
| ---- | ------------- | --- | ----- | ----- | ----- | ------ | ------ | ------ | --------------------------- |
| 1    | Niemcy        | 8   | 5     | 3     | 2     | 409    | 364    | +45    | –                           |
| 2    | Kanada        | 7   | 5     | 2     | 3     | 445    | 413    | +32    | –                           |
| 3    | Jordania      | 6   | 5     | 1     | 4     | 352    | 482    | −130   | –                           |
| 4    | Senegal       | 5   | 5     | 0     | 5     | 330    | 432    | −102   | –                           |

#### Wyniki
| 7 września 201910:00 | Kanada                                                  | 126:71(31:13, 32:22, 36:15, 27:21) | Jordania                                  | Mercedes-Benz Arena, Szanghaj Sędzia: Jorge Vázquez ( PUR), Martin Horozow ( BUL), Felipe Ibarra ( CHI) |
| 7 września 201910:00 | Pkt:Wiltjer 29 Zb:Birch, Klassen po 7 każdy As:Joseph 8 | 126:71(31:13, 32:22, 36:15, 27:21) | Pkt:Tucker 13 Zb:Abuwazaneh 6 As:Abdeen 4 | Mercedes-Benz Arena, Szanghaj Sędzia: Jorge Vázquez ( PUR), Martin Horozow ( BUL), Felipe Ibarra ( CHI) |

| 7 września 201914:00 | Niemcy                                        | 89:78(14:11, 22:26, 30:23, 23:18) | Senegal                                                    | Mercedes-Benz Arena, Szanghaj Sędzia: Manuel Mazzoni ( ITA), Gentian Cici ( ALB), Carlos Peralta ( ECU) |
| 7 września 201914:00 | Pkt:Schröder 24 Zb:Voigtmann 9 As:Schröder 12 | 89:78(14:11, 22:26, 30:23, 23:18) | Pkt:I. Faye, Ndour po 17 każdy Zb:I. Faye 7 As:D’Almeida 6 | Mercedes-Benz Arena, Szanghaj Sędzia: Manuel Mazzoni ( ITA), Gentian Cici ( ALB), Carlos Peralta ( ECU) |

| 9 września 201910:00 | Jordania                                | 79:77(22:16, 13:20, 20:20, 24:21) | Senegal                                 | Mercedes-Benz Arena, Szanghaj Sędzia: Manuel Mazzoni ( ITA), Alexis Mercado ( PUR), Carlos Peralta ( ECU) |
| 9 września 201910:00 | Pkt:Tucker 34 Zb:Tucker 11 As:Ibrahim 9 | 79:77(22:16, 13:20, 20:20, 24:21) | Pkt:Ndoye 22 Zb:Ndoye 11 As:D’Almeida 7 | Mercedes-Benz Arena, Szanghaj Sędzia: Manuel Mazzoni ( ITA), Alexis Mercado ( PUR), Carlos Peralta ( ECU) |

| 9 września 201914:00 | Niemcy                                       | 82:76(17:12, 19:21, 20:23, 26:20) | Kanada                                | Mercedes-Benz Arena, Szanghaj Sędzia: Jorge Vázquez ( PUR), Gentian Cici ( ALB), Martin Horozov ( BUL) |
| 9 września 201914:00 | Pkt:Schröder 21 Zb:Schröder 10 As:Schröder 9 | 82:76(17:12, 19:21, 20:23, 26:20) | Pkt:Wiltjer 18 Zb:Birch 9 As:Joseph 6 | Mercedes-Benz Arena, Szanghaj Sędzia: Jorge Vázquez ( PUR), Gentian Cici ( ALB), Martin Horozov ( BUL) |

## Faza finałowa
|  |                   |                   |                   |                   |                   |                       |                       |                       |             |               |               |              |                   |                   |                   |           |           |           |  |  |             |             |             |
|  | Mecz o 5. miejsce | Mecz o 5. miejsce | Mecz o 5. miejsce |                   |                   | Mecze o miejsca 5 - 8 | Mecze o miejsca 5 - 8 | Mecze o miejsca 5 - 8 |             |               | Ćwierćfinały  | Ćwierćfinały | Ćwierćfinały      |                   |                   | Półfinały | Półfinały | Półfinały |  |  | Finał       | Finał       | Finał       |
|  | Mecz o 5. miejsce | Mecz o 5. miejsce | Mecz o 5. miejsce |                   |                   | Mecze o miejsca 5 - 8 | Mecze o miejsca 5 - 8 | Mecze o miejsca 5 - 8 |             |               | Ćwierćfinały  | Ćwierćfinały | Ćwierćfinały      |                   |                   | Półfinały | Półfinały | Półfinały |  |  | Finał       | Finał       | Finał       |
|  |                   |                   |                   |                   |                   |                       | 10 września           |                       |             |               |               |              |                   |                   |                   |           |           |           |  |  |             |             |             |
|  |                   |                   |                   |                   |                   |                       |                       |                       |             |               |               |              |                   |                   |                   |           |           |           |  |  |             |             |             |
|  | Argentyna         | Argentyna         | 97                |                   |                   |                       |                       |                       |             |               |               |              |                   |                   |                   |           |           |           |  |  |             |             |             |
|  | Argentyna         | Argentyna         | 97                |                   |                   |                       |                       |                       |             |               |               |              |                   |                   |                   |           |           |           |  |  |             |             |             |
|  | 12 września       | 12 września       | 12 września       |                   |                   | Serbia                | Serbia                | 87                    |             |               | 13 września   | 13 września  | 13 września       |                   |                   |           |           |           |  |  |             |             |             |
|  | 12 września       | 12 września       | 12 września       |                   |                   | Serbia                | Serbia                | 87                    |             |               | 13 września   | 13 września  | 13 września       |                   |                   |           |           |           |  |  |             |             |             |
|  | Serbia            | Serbia            | 94                |                   |                   |                       | Argentyna             | Argentyna             | 80          |               |               |              |                   |                   |                   |           |           |           |  |  |             |             |             |
|  | Serbia            | Serbia            | 94                |                   |                   |                       | Argentyna             | Argentyna             | 80          |               |               |              |                   |                   |                   |           |           |           |  |  |             |             |             |
|  |                   |                   | Stany Zjednoczone | Stany Zjednoczone | 89                |                       |                       | 11 września           | 11 września | 11 września   |               |              | Francja           | Francja           | 66                |           |           |           |  |  |             |             |             |
|  |                   |                   |                   | Stany Zjednoczone | 89                |                       |                       | 11 września           | 11 września | 11 września   |               |              | Francja           | Francja           | 66                |           |           |           |  |  |             |             |             |
|  |                   |                   |                   | Stany Zjednoczone | Stany Zjednoczone | 79                    |                       |                       |             |               |               |              |                   |                   |                   |           |           |           |  |  |             |             |             |
|  |                   |                   |                   | Stany Zjednoczone | Stany Zjednoczone | 79                    |                       |                       |             |               |               |              |                   |                   |                   |           |           |           |  |  |             |             |             |
|  | 14 września       | 14 września       | 14 września       |                   |                   | Francja               | Francja               | 89                    |             |               | 15 września   | 15 września  | 15 września       |                   |                   |           |           |           |  |  |             |             |             |
|  | 14 września       | 14 września       | 14 września       |                   |                   |                       | Francja               | 89                    |             |               | 15 września   | 15 września  | 15 września       |                   |                   |           |           |           |  |  |             |             |             |
|  | Serbia            | Serbia            | 90                |                   |                   |                       | Argentyna             | Argentyna             | 75          |               |               |              |                   |                   |                   |           |           |           |  |  |             |             |             |
|  | Serbia            | Serbia            | 90                |                   |                   |                       |                       |                       | 75          |               |               |              |                   |                   |                   |           |           |           |  |  |             |             |             |
|  | Czechy            | Czechy            | 81                |                   |                   | 10 września           | 10 września           | 10 września           |             |               | Hiszpania     | Hiszpania    | 95                |                   |                   |           |           |           |  |  |             |             |             |
|  | Czechy            | Czechy            | 81                |                   |                   | 10 września           | 10 września           | 10 września           |             |               |               | Hiszpania    | 95                |                   |                   |           |           |           |  |  |             |             |             |
|  |                   |                   |                   | Hiszpania         | Hiszpania         | 90                    |                       |                       |             |               |               |              |                   |                   |                   |           |           |           |  |  |             |             |             |
|  |                   |                   |                   | Hiszpania         | Hiszpania         | 90                    |                       |                       |             |               |               |              |                   |                   |                   |           |           |           |  |  |             |             |             |
|  | 12 września       | 12 września       | 12 września       |                   |                   | Polska                | Polska                | 78                    |             |               | 13 września   | 13 września  | 13 września       |                   |                   |           |           |           |  |  |             |             |             |
|  | 12 września       | 12 września       | 12 września       |                   |                   | Polska                | Polska                | 78                    |             |               | 13 września   | 13 września  | 13 września       |                   |                   |           |           |           |  |  |             |             |             |
|  | Mecz o 7. miejsce | Mecz o 7. miejsce | Mecz o 7. miejsce | Polska            | Polska            | 84                    |                       |                       |             | Hiszpania (d) | Hiszpania (d) | 95           | Mecz o 3. miejsce | Mecz o 3. miejsce | Mecz o 3. miejsce |           |           |           |  |  |             |             |             |
|  | Mecz o 7. miejsce | Mecz o 7. miejsce | Mecz o 7. miejsce | Polska            | Polska            | 84                    |                       |                       |             | Hiszpania (d) | Hiszpania (d) | 95           | Mecz o 3. miejsce | Mecz o 3. miejsce | Mecz o 3. miejsce |           |           |           |  |  |             |             |             |
|  | 14 września       | 14 września       | 14 września       |                   |                   | Czechy                | Czechy                | 94                    |             |               | 11 września   | 11 września  | 11 września       |                   |                   | Australia | Australia | 88        |  |  | 15 września | 15 września | 15 września |
|  | 14 września       | 14 września       | 14 września       |                   |                   | Czechy                | Czechy                | 94                    |             |               | 11 września   | 11 września  | 11 września       |                   |                   | Australia | Australia | 88        |  |  | 15 września | 15 września | 15 września |
|  | Stany Zjednoczone | Stany Zjednoczone | 87                |                   |                   |                       | Australia             | Australia             | 82          |               |               |              | Francja           | Francja           | 67                |           |           |           |  |  |             |             |             |
|  | Stany Zjednoczone | Stany Zjednoczone | 87                |                   |                   |                       | Australia             | Australia             | 82          |               |               |              | Francja           | Francja           | 67                |           |           |           |  |  |             |             |             |
|  | Polska            | Polska            | 74                |                   |                   | Czechy                | Czechy                | 70                    |             |               | Australia     | Australia    | 59                |                   |                   |           |           |           |  |  |             |             |             |
|  | Polska            | Polska            | 74                |                   |                   | Czechy                | Czechy                | 70                    |             |               |               | Australia    | 59                |                   |                   |           |           |           |  |  |             |             |             |

### Wyniki

#### Ćwierćfinały
| 10 września 201913:00 | Argentyna                             | 97:87(25:23, 29:26, 14:18, 29:20) | Serbia                                   | Nissan Sports Centre, Dongguan Sędzia: Cristiano Maranho ( BRA), Tolga Şahin ( ITA), Michael Weiland ( CAN) |
| 10 września 201913:00 | Pkt:Scola 20 Zb:Deck 8 As:Campazzo 12 | 97:87(25:23, 29:26, 14:18, 29:20) | Pkt:Bogdanović 21 Zb:Jokić 10 As:Jokić 5 | Nissan Sports Centre, Dongguan Sędzia: Cristiano Maranho ( BRA), Tolga Şahin ( ITA), Michael Weiland ( CAN) |

| 10 września 201915:00 | Hiszpania                          | 90:78(22:18, 24:23, 21:17, 23:20) | Polska                                        | Mercedes-Benz Arena, Szanghaj Sędzia: Jorge Vázquez ( PUR), Yohan Rosso ( FRA), Takaki Kato ( JPN) |
| 10 września 201915:00 | Pkt:Rubio 19 Zb:Rubio 5 As:Rubio 9 | 90:78(22:18, 24:23, 21:17, 23:20) | Pkt:Slaughter 19 Zb:Ponitka 11 As:Slaughter 6 | Mercedes-Benz Arena, Szanghaj Sędzia: Jorge Vázquez ( PUR), Yohan Rosso ( FRA), Takaki Kato ( JPN) |

| 11 września 201913:00 | Stany Zjednoczone                                            | 79:89(18:18, 21:27, 27:18, 13:26) | Francja                                    | Nissan Sports Centre, Dongguan Sędzia: Guilherme Locatelli ( BRA), Georgios Poursanidis ( GRE), Ferdinand Pascual ( PHI) |
| 11 września 201913:00 | Pkt:Mitchell 29 Zb:Mitchell 6 As:Barnes, Mitchell po 6 każdy | 79:89(18:18, 21:27, 27:18, 13:26) | Pkt:Fournier 22 Zb:Gobert 16 As:Fournier 4 | Nissan Sports Centre, Dongguan Sędzia: Guilherme Locatelli ( BRA), Georgios Poursanidis ( GRE), Ferdinand Pascual ( PHI) |

| 11 września 201915:00 | Australia                        | 82:70(17:17, 16:13, 30:18, 19:22) | Czechy                                       | Mercedes-Benz Arena, Szanghaj Sędzia: Roberto Vázquez ( PUR), Ademir Zurapović ( BIH), Matthew Kallio ( CAN) |
| 11 września 201915:00 | Pkt:Mills 24 Zb:Kay 7 As:Mills 6 | 82:70(17:17, 16:13, 30:18, 19:22) | Pkt:Auda 21 Zb:Satoranský 9 As:Satoranský 13 | Mercedes-Benz Arena, Szanghaj Sędzia: Roberto Vázquez ( PUR), Ademir Zurapović ( BIH), Matthew Kallio ( CAN) |

#### Mecze o miejsca 5-8

##### Półfinały
| 12 września 201913:00 | Serbia                                    | 94:89(32:7, 12:33, 27:28, 23:21) | Stany Zjednoczone                        | Nissan Sports Centre, Dongguan Sędzia: Cristiano Maranho ( BRA), Yu Jung ( TPE), Luis Castillo ( ESP) |
| 12 września 201913:00 | Pkt:Bogdanović 28 Zb:Bjelica 5 As:Jokić 7 | 94:89(32:7, 12:33, 27:28, 23:21) | Pkt:Barnes 22 Zb:Middleton 6 As:Walker 8 | Nissan Sports Centre, Dongguan Sędzia: Cristiano Maranho ( BRA), Yu Jung ( TPE), Luis Castillo ( ESP) |

| 12 września 201915:00 | Polska                                      | 84:94(23:23, 12:20, 28:21, 21:30) | Czechy                                      | Mercedes-Benz Arena, Szanghaj Sędzia: Yohan Rosso ( FRA), Juan Fernández ( ARG), Boris Krejić ( SLO) |
| 12 września 201915:00 | Pkt:Waczyński 22 Zb:Kulig 7 As:Slaughter 10 | 84:94(23:23, 12:20, 28:21, 21:30) | Pkt:Hruban 24 Zb:Hruban 12 As:Satoranský 12 | Mercedes-Benz Arena, Szanghaj Sędzia: Yohan Rosso ( FRA), Juan Fernández ( ARG), Boris Krejić ( SLO) |

##### Mecz o 7. miejsce
| 14 września 201910:00 | Stany Zjednoczone                          | 87:74(28:14, 19:16, 16:25, 24:19) | Polska                                     | Cadillac Arena, Pekin Sędzia: Aleksandar Glišić ( SRB), Yu Jung ( TPE), Takaki Kato ( JPN) |
| 14 września 201910:00 | Pkt:Mitchell 16 Zb:Turner 8 As:Mitchell 10 | 87:74(28:14, 19:16, 16:25, 24:19) | Pkt:Ponitka 18 Zb:Ponitka 7 As:Slaughter 5 | Cadillac Arena, Pekin Sędzia: Aleksandar Glišić ( SRB), Yu Jung ( TPE), Takaki Kato ( JPN) |

##### Mecz o 5. miejsce
| 14 września 201914:00 | Serbia                                   | 90:81(20:20, 21:30, 28:12, 21:19) | Czechy                                   | Cadillac Arena, Pekin Sędzia: Guilherme Locatelli ( BRA), Georgios Poursanidis ( GRE), Michael Weiland ( CAN) |
| 14 września 201914:00 | Pkt:Bogdanović 31 Zb:Jokić 14 As:Jokić 7 | 90:81(20:20, 21:30, 28:12, 21:19) | Pkt:Auda 16 Zb:Balvín 10 As:Satoranský 6 | Cadillac Arena, Pekin Sędzia: Guilherme Locatelli ( BRA), Georgios Poursanidis ( GRE), Michael Weiland ( CAN) |

#### Mecze o miejsca 1-4

##### Półfinały
| 13 września 201910:00 | Hiszpania                               | 95:88 (pd.)(22:21, 10:16, 19:18, 20:16, dogr. 9:9, 15:8) | Australia                               | Cadillac Arena, Pekin Sędzia: Guilherme Locatelli ( BRA), Tolga Şahin ( ITA), Omar Bermúdez ( MEX) |
| 13 września 201910:00 | Pkt:Gasol 33 Zb:Fernández 7 As:Rubio 12 | 95:88 (pd.)(22:21, 10:16, 19:18, 20:16, dogr. 9:9, 15:8) | Pkt:Mills 34 Zb:Kay 11 As:Dellavedova 9 | Cadillac Arena, Pekin Sędzia: Guilherme Locatelli ( BRA), Tolga Şahin ( ITA), Omar Bermúdez ( MEX) |

| 13 września 201914:00 | Argentyna                              | 80:66(21:18, 18:14, 21:16, 20:18) | Francja                                                       | Cadillac Arena, Pekin Sędzia: Steve Anderson ( USA), Ademir Zurapović ( BIH), Jorge Vázquez ( PUR) |
| 13 września 201914:00 | Pkt:Scola 28 Zb:Scola 13 As:Campazzo 6 | 80:66(21:18, 18:14, 21:16, 20:18) | Pkt:Fournier, Ntilikina po 16 każdy Zb:Gobert 11 As:De Colo 4 | Cadillac Arena, Pekin Sędzia: Steve Anderson ( USA), Ademir Zurapović ( BIH), Jorge Vázquez ( PUR) |

##### Mecz o 3. miejsce
| 15 września 201910:00 | Francja                                | 67:59(11:16, 10:14, 21:16, 25:13) | Australia                                 | Cadillac Arena, Pekin Sędzia: Roberto Vázquez ( PUR), Ademir Zurapović ( BIH), Ferdinand Pascual ( PHI) |
| 15 września 201910:00 | Pkt:De Colo 19 Zb:Poirier 7 As:Batum 6 | 67:59(11:16, 10:14, 21:16, 25:13) | Pkt:Ingles 17 Zb:Bogut 6 As:Dellavedova 5 | Cadillac Arena, Pekin Sędzia: Roberto Vázquez ( PUR), Ademir Zurapović ( BIH), Ferdinand Pascual ( PHI) |

##### Finał
| 15 września 201914:00 | Argentyna                            | 75:95(14:23, 17:20, 16:23, 28:29) | Hiszpania                               | Cadillac Arena, Pekin Sędzia: Cristiano Maranho ( BRA), Yohan Rosso ( FRA), Steve Anderson ( USA) |
| 15 września 201914:00 | Pkt:Deck 24 Zb:Scola 8 As:Campazzo 8 | 75:95(14:23, 17:20, 16:23, 28:29) | Pkt:Rubio 20 Zb:Fernández 10 As:Gasol 7 | Cadillac Arena, Pekin Sędzia: Cristiano Maranho ( BRA), Yohan Rosso ( FRA), Steve Anderson ( USA) |

## Nagrody
| Najlepsza piątka turnieju - Ricky Rubio - Bogdan Bogdanović - Evan Fournier - Luis Scola - Marc Gasol | Najbardziej wartościowy zawodnik - Ricky Rubio |

## Statystyki

### Indywidualne
| Poz. | Zawodnik          | M | Pkt | Średnia |
| ---- | ----------------- | - | --- | ------- |
| 1.   | Guna Ra           | 5 | 115 | 23,0    |
| 2.   | Bogdan Bogdanović | 8 | 183 | 22,9    |
| 3.   | Corey Webster     | 5 | 114 | 22,8    |
| 4.   | Patty Mills       | 8 | 182 | 22,8    |
| 5.   | Dar Tucker        | 5 | 105 | 21,0    |
| 6.   | Cedi Osman        | 5 | 102 | 20,4    |
| 7.   | Evan Fournier     | 8 | 158 | 19,8    |
| 8.   | Dennis Schröder   | 5 | 98  | 19,6    |
| 9.   | Melih Mahmutoğlu  | 5 | 93  | 18,6    |
| 10.  | Isaac Fotu        | 5 | 92  | 18,4    |

| Poz. | Zawodnik           | M | Z  | Średnia |
| ---- | ------------------ | - | -- | ------- |
| 1.   | Guna Ra            | 5 | 64 | 12,8    |
| 2.   | Hamed Haddadi      | 5 | 54 | 10,8    |
| 3.   | Salah Mejr         | 5 | 51 | 10,2    |
| 4.   | Rudy Gobert        | 8 | 73 | 9,1     |
| 5.   | Janis Andetokunmbo | 5 | 44 | 8,8     |
| 5.   | Jonas Valančiūnas  | 5 | 44 | 8,8     |
| 7.   | Yanick Moreira     | 5 | 43 | 8,6     |
| 8.   | Andray Blatche     | 5 | 42 | 8,4     |
| 9.   | Ondřej Balvín      | 8 | 67 | 8,4     |
| 10.  | Luis Scola         | 8 | 65 | 8,1     |

| Poz. | Zawodnik            | M | A  | Średnia |
| ---- | ------------------- | - | -- | ------- |
| 1.   | Dennis Schröder     | 5 | 47 | 9,4     |
| 2.   | Tomáš Satoranský    | 8 | 68 | 8,5     |
| 3.   | Facundo Campazzo    | 8 | 62 | 7,8     |
| 4.   | Gelvis Solano       | 5 | 33 | 6,6     |
| 5.   | Scottie Wilbekin    | 4 | 26 | 6,5     |
| 6.   | Matthew Dellavedova | 8 | 50 | 6,3     |
| 7.   | Heissler Guillent   | 5 | 31 | 6,2     |
| 8.   | Ricky Rubio         | 8 | 48 | 6,0     |
| 9.   | Joe Ingles          | 8 | 45 | 5,6     |
| 10.  | Corey Webster       | 5 | 28 | 5,6     |

| Poz. | Zawodnik            | M | P  | Średnia |
| ---- | ------------------- | - | -- | ------- |
| 1.   | Omar Abada          | 5 | 13 | 2,6     |
| 2.   | Janis Andetokunmbo  | 5 | 12 | 2,4     |
| 2.   | Andray Blatche      | 5 | 12 | 2,4     |
| 2.   | Josh Okogie         | 5 | 12 | 2,4     |
| 5.   | Facundo Campazzo    | 8 | 16 | 2,0     |
| 5.   | Khem Birch          | 5 | 10 | 2,0     |
| 5.   | Melvin Ejim         | 5 | 10 | 2,0     |
| 5.   | Maurice Ndour       | 5 | 10 | 2,0     |
| 9.   | Makrem Ben Romdhane | 5 | 9  | 1,8     |
| 9.   | Behnam Yakhchali    | 5 | 9  | 1,8     |

| Poz. | Zawodnik          | M | B  | Średnia |
| ---- | ----------------- | - | -- | ------- |
| 1.   | Salah Mejri       | 5 | 16 | 3,2     |
| 2.   | Rudy Gobert       | 8 | 15 | 1,9     |
| 3.   | Maxi Kleber       | 5 | 9  | 1,8     |
| 4.   | Myles Turner      | 8 | 14 | 1,8     |
| 5.   | Jonas Valančiūnas | 5 | 8  | 1,6     |
| 6.   | Renaldo Balkman   | 5 | 7  | 1,4     |
| 6.   | Khem Birch        | 5 | 7  | 1,4     |
| 6.   | Youssou Ndoye     | 5 | 7  | 1,4     |
| 6.   | Zhou Qi           | 5 | 7  | 1,4     |
| 10   | Ondřej Balvín     | 8 | 10 | 1,3     |

| Poz. | Zawodnik         | M | Min | Średnia |
| ---- | ---------------- | - | --- | ------- |
| 1.   | Guna Ra          | 5 | 180 | 36,1    |
| 2.   | Behnam Yakhchali | 5 | 176 | 35,4    |
| 3.   | Patty Mills      | 8 | 271 | 33,9    |
| 4.   | Joe Ingles       | 8 | 271 | 33,9    |
| 5.   | Tomáš Satoranský | 8 | 265 | 33,2    |
| 6.   | Dar Tucker       | 5 | 165 | 33,0    |
| 7.   | Andray Blatche   | 5 | 164 | 32,9    |
| 8.   | Dennis Schröder  | 5 | 164 | 32,8    |
| 9.   | Michael Roll     | 5 | 163 | 32,8    |
| 10.  | Cedi Osman       | 5 | 163 | 32,7    |

| Poz. | Zawodnik           | M | C/O   | Skuteczność |
| ---- | ------------------ | - | ----- | ----------- |
| 1.   | Adam Waczyński     | 8 | 28/30 | 93,3%       |
| 1.   | Paulius Jankūnas   | 5 | 14/15 | 93,3%       |
| 1.   | Lukas Lekavičius   | 5 | 14/15 | 93,3%       |
| 4.   | Yūta Watanabe      | 5 | 26/28 | 92,9%       |
| 5.   | Miroslav Raduljica | 7 | 21/23 | 91,3%       |
| 6.   | Josh Okogie        | 5 | 19/21 | 90,5%       |
| 7.   | Tomáš Satoranský   | 8 | 27/30 | 90%         |
| 8.   | Nando De Colo      | 8 | 35/39 | 89,7%       |
| 9.   | Harrison Barnes    | 8 | 24/27 | 88,9%       |
| 10.  | Vladimir Lučić     | 8 | 21/24 | 87,5%       |

| Poz. | Zawodnik          | M | C/O    | Skuteczność |
| ---- | ----------------- | - | ------ | ----------- |
| 1.   | Isaac Fotu        | 5 | 34/51  | 66,7%       |
| 2.   | Jonas Valančiūnas | 5 | 27/42  | 64,3%       |
| 3.   | Ahmad Al-Dwairi   | 4 | 26/43  | 60,5%       |
| 4.   | Melih Mahmutoğlu  | 5 | 37/64  | 57,8%       |
| 5.   | Gabriel Deck      | 8 | 42/75  | 56%         |
| 6.   | Bogdan Bogdanović | 8 | 60/108 | 55,6%       |
| 7.   | Nando De Colo     | 8 | 42/77  | 54,5%       |
| 8.   | Salah Mejri       | 5 | 31/57  | 54,4%       |
| 9.   | Jaymar Perez      | 5 | 25/46  | 54,3%       |
| 10.  | Corey Webster     | 5 | 39/72  | 54,2%       |
| 10.  | Yanick Moreira    | 5 | 26/48  | 54,2%       |

| Poz. | Zawodnik           | M | C/O   | Średnia |
| ---- | ------------------ | - | ----- | ------- |
| 1.   | Blake Schilb       | 6 | 11/17 | 64,7%   |
| 2.   | Stan Okoye         | 5 | 7/11  | 63,6%   |
| 3.   | Nick Fazekas       | 5 | 9/16  | 56,3%   |
| 4.   | Amath M'Baye       | 8 | 10/18 | 55,6%   |
| 4.   | Johannes Voigtmann | 5 | 10/18 | 55,6%   |
| 4.   | Conor Morgan       | 4 | 5/9   | 55,6%   |
| 7.   | Corey Webster      | 5 | 24/44 | 54,5%   |
| 7.   | Mohamed Hdidane    | 5 | 6/11  | 54,5%   |
| 9    | Bogdan Bogdanović  | 8 | 35/66 | 53%     |
| 10.  | Aron Baynes        | 8 | 11/21 | 52,4%   |

### Indywidualne w meczach (max)
| Dział              | Zawodnik                                              | Wynik        | Przeciwnik                                           |
| ------------------ | ----------------------------------------------------- | ------------ | ---------------------------------------------------- |
| Punkty             | Ahmet Düverioğlu Patty Mills Dar Tucker Yūta Watanabe | 34           | Dominikana Hiszpania Senegal Czarnogóra              |
| Zbiórki            | Rudy Gobert Hamed Haddadi Guna Ra                     | 16           | Stany Zjednoczone Portoryko Wybrzeże Kości Słoniowej |
| Asysty             | Tomáš Satoranský Scottie Wilbekin                     | 13           | Australia Czarnogóra                                 |
| Przechwyty         | Omar Abada                                            | 6            | Portoryko                                            |
| Bloki              | Salah Mejri                                           | 8            | Angola                                               |
| Rzuty za 2 pkt (%) | Cristiano Felício Lukas Lekavičius                    | 100% (7/7)   | Monako Dominikana                                    |
| Rzuty za 3 pkt (%) | Rudy Fernández                                        | 100% (5/5)   | Polska                                               |
| Rzuty wolne        | Yūta Watanabe                                         | 100% (12/12) | Czarnogóra                                           |
| Straty             | Andray Blatche                                        | 9            | Włochy                                               |

### Drużynowe
| Poz. | Drużyna       | Średnia |
| ---- | ------------- | ------- |
| 1.   | Nowa Zelandia | 99,4    |
| 2.   | Serbia        | 94,1    |
| 3.   | Kanada        | 89,0    |
| 4.   | Nigeria       | 87,0    |
| 5.   | Turcja        | 86,8    |

| Poz. | Drużyna           | Średnia |
| ---- | ----------------- | ------- |
| 1.   | Stany Zjednoczone | 43,0    |
| 2.   | Nigeria           | 42,0    |
| 3.   | Nowa Zelandia     | 40,4    |
| 3.   | Wenezuela         | 40,4    |
| 5.   | Korea Południowa  | 40,0    |

| Poz. | Drużyna       | Średnia |
| ---- | ------------- | ------- |
| 1.   | Serbia        | 25,4    |
| 2.   | Australia     | 22,8    |
| 2.   | Hiszpania     | 22,8    |
| 4.   | Kanada        | 22,6    |
| 4.   | Nowa Zelandia | 22,6    |

| Poz. | Drużyna   | Średnia |
| ---- | --------- | ------- |
| 1.   | Nigeria   | 11,2    |
| 2.   | Argentyna | 10,0    |
| 3.   | Hiszpania | 9,0     |
| 4.   | Chiny     | 8,8     |
| 5.   | Kanada    | 8,6     |

| Poz. | Drużyna           | Średnia |
| ---- | ----------------- | ------- |
| 1.   | Nigeria           | 6,2     |
| 2.   | Senegal           | 4,8     |
| 3.   | Francja           | 4,3     |
| 4.   | Tunezja           | 4,2     |
| 5.   | Stany Zjednoczone | 4,0     |
| 5.   | Niemcy            | 4,0     |

### Drużynowe w meczach (max)
| Dział              | Drużyna            | Wynik         | Przeciwnik        |
| ------------------ | ------------------ | ------------- | ----------------- |
| Punkty             | Kanada Serbia      | 126           | Jordania Serbia   |
| Zbiórki            | Stany Zjednoczone  | 58            | Japonia           |
| Asysty             | Kanada Serbia      | 37            | Jordania Filipiny |
| Przechwyty         | Argentyna          | 16            | Polska            |
| Bloki              | Czarnogóra Nigeria | 10            | Japonia Argentyna |
| Rzuty za 2 pkt (%) | Serbia             | 85,7% (36/42) | Filipiny          |
| Rzuty za 3 pkt (%) | Serbia             | 65% (23/35)   | Angola            |
| Rzuty wolne        | Portoryko          | 100% (11/11)  | Serbia            |
| Straty             | Filipiny Polska    | 23            | Włochy Argentyna  |

## Klasyfikacja końcowa
| Miejsce | Reprezentacja            |
| ------- | ------------------------ |
| złoto   | Hiszpania                |
| srebro  | Argentyna                |
| brąz    | Francja                  |
| 4.      | Australia                |
| 5.      | Serbia                   |
| 6.      | Czechy                   |
| 7.      | Stany Zjednoczone        |
| 8.      | Polska                   |
| 9.      | Litwa                    |
| 10.     | Włochy                   |
| 11.     | Grecja                   |
| 12.     | Rosja                    |
| 13.     | Brazylia                 |
| 14.     | Wenezuela                |
| 15.     | Portoryko                |
| 16.     | Dominikana               |
| 17.     | Nigeria                  |
| 18.     | Niemcy                   |
| 19.     | Nowa Zelandia            |
| 20.     | Tunezja                  |
| 21.     | Kanada                   |
| 22.     | Turcja                   |
| 23.     | Iran                     |
| 24.     | Chiny                    |
| 25.     | Czarnogóra               |
| 26.     | Korea Południowa         |
| 27.     | Angola                   |
| 28.     | Jordania                 |
| 29.     | Wybrzeże Kości Słoniowej |
| 30.     | Senegal                  |
| 31.     | Japonia                  |
| 32.     | Filipiny                 |